# 北方領土問題

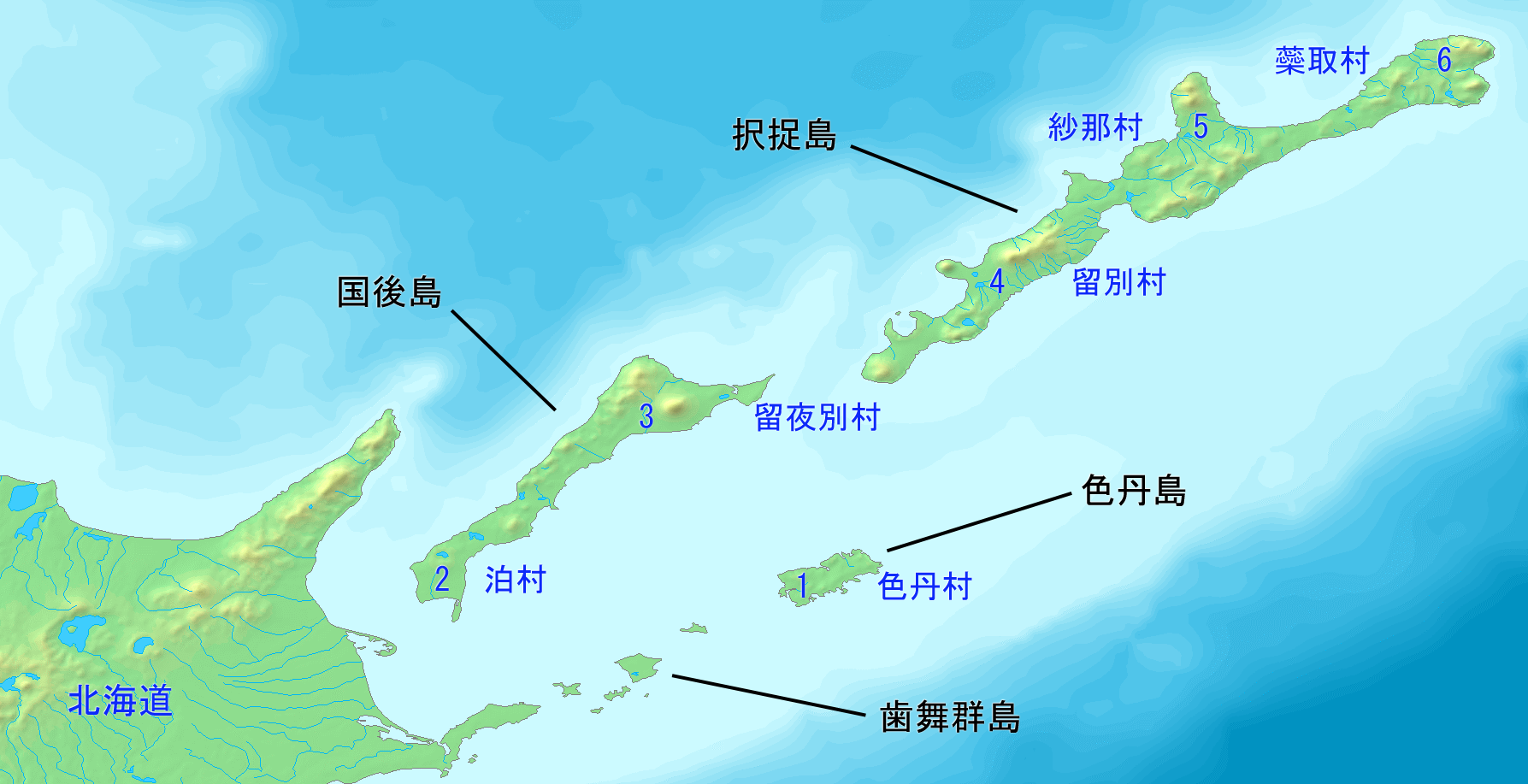
歯舞群島、色丹島、国後島、択捉島
1. 色丹村、2.泊村、3. 留夜別村、4.留別村、5.紗那村、6. 蘂取村

北方領土問題（ほっぽうりょうどもんだい、露: Проблема принадлежности южных Курильских островов , 英: Northern Territories dispute, South Chishima Islands dispute）は、日本国とロシア連邦との間の領土問題・国境紛争である。
北海道の根室半島と千島列島の得撫島との間にある択捉島、国後島、色丹島、そして歯舞群島をあわせた4つの島が、いわゆる北方領土（または北方四島）と呼ばれる。また、これらの島々が千島列島（クリル諸島）に含まれると考える立場からは、南千島（または、南クリル諸島）という語が同義語として用いられる。本記事では単に「4島」とも記す。
2025年時点、4島をロシア連邦が実効支配しており、ロシア政府は「4島はロシアの領土である」と主張している。一方、日本国政府は「4島は日本の領土であり、日本に返還されるべき」と主張している。

## 概要

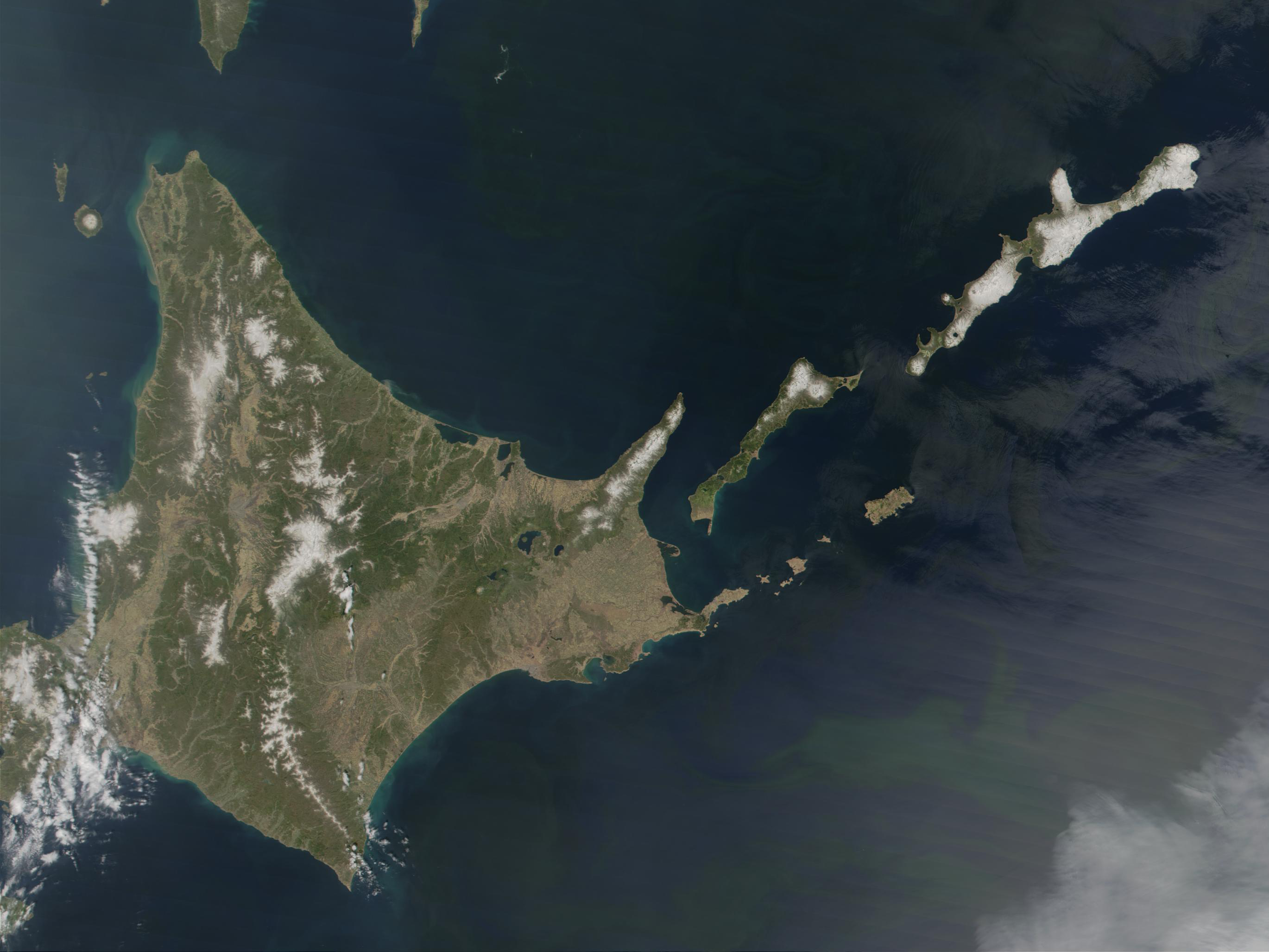
北海道と南クリルの衛星写真（北方地域）

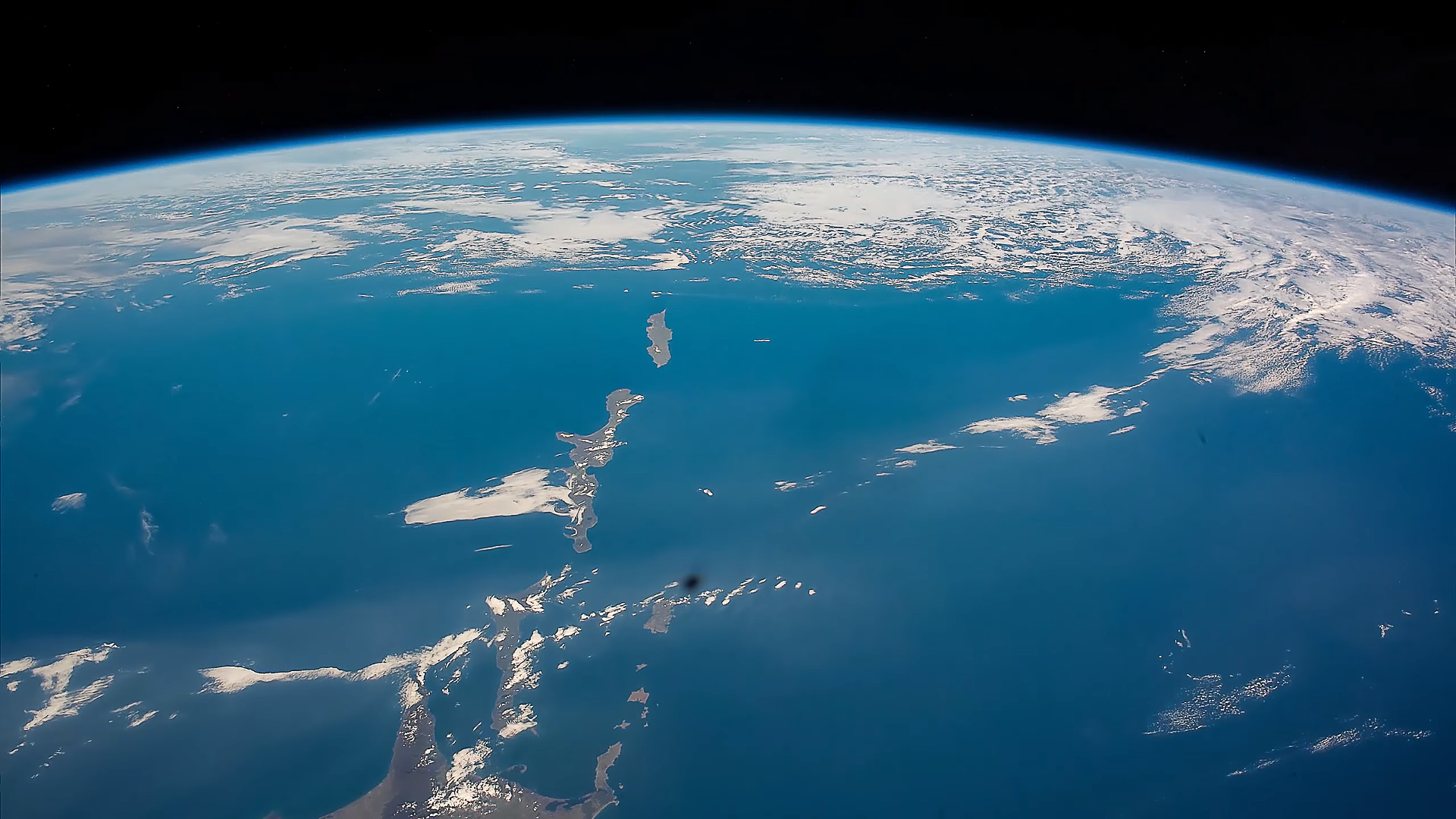
国際宇宙ステーションから見た歯舞群島、色丹島、国後島、択捉島、得撫島

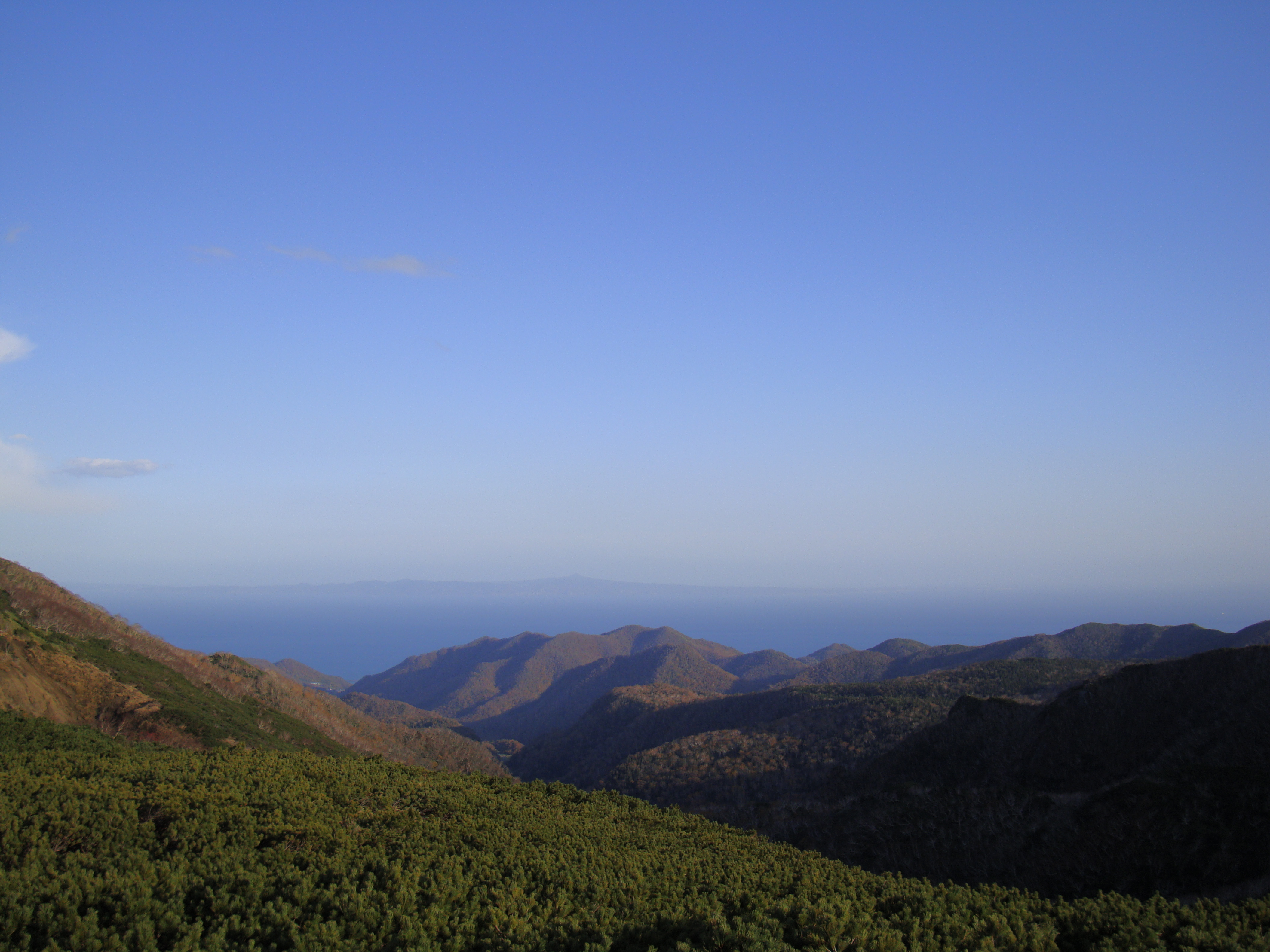
国後島。知床半島の中央部の知床峠から、約40キロメートル東に位置する国後島を望む。2009年10月撮影

### 地理
4島（択捉島、国後島、色丹島、歯舞群島）は、日本の北海道本島の根室半島や野付半島から東の沖合いへ位置する。
視点を変えると、4島はロシアのカムチャツカ半島の南西にある千島列島（クリル列島）の得撫（ウルップ）島から西の沖合いに位置する。
北海道本島から4島への距離は、最も近い島で約3.7 km、最も遠い島で144.4 kmである。また得撫島からは最短で約40 km、最長で約370 kmである。
面積は合計で約5,000 km2で、愛知県や福岡県の面積とほぼ等しい。
近代以前までは主にアイヌなどの先住民が居住していた。1855年（安政2年）から1945年（昭和20年）までは日本国民が住み、1945年には約1万7300人が居住していた。それ以降は主にスラヴ系のロシア国民が住み、現在は約1万8000人が居住している。
詳細は下記記事を参照のこと。

### 両国の主張
4島は現在ロシア連邦政府が実効支配しており、日本国政府がその返還を求めているが、両国は異なる見解を示している。
日本政府は「4島（北方四島）は国際法上日本固有の領土であり、ロシアが不法占拠している」と主張しているが、ロシア政府は「4島（南クリル諸島）はロシアの領土であり、日本が不当な領有権の主張を行っている」と主張している。詳細は後述する。

## 関係史（概略）

両国の実効支配領域の変遷
1875年：樺太・千島交換条約
1905年：ポーツマス条約
1945年：第二次世界大戦の終結（ロシアによる不法占拠）

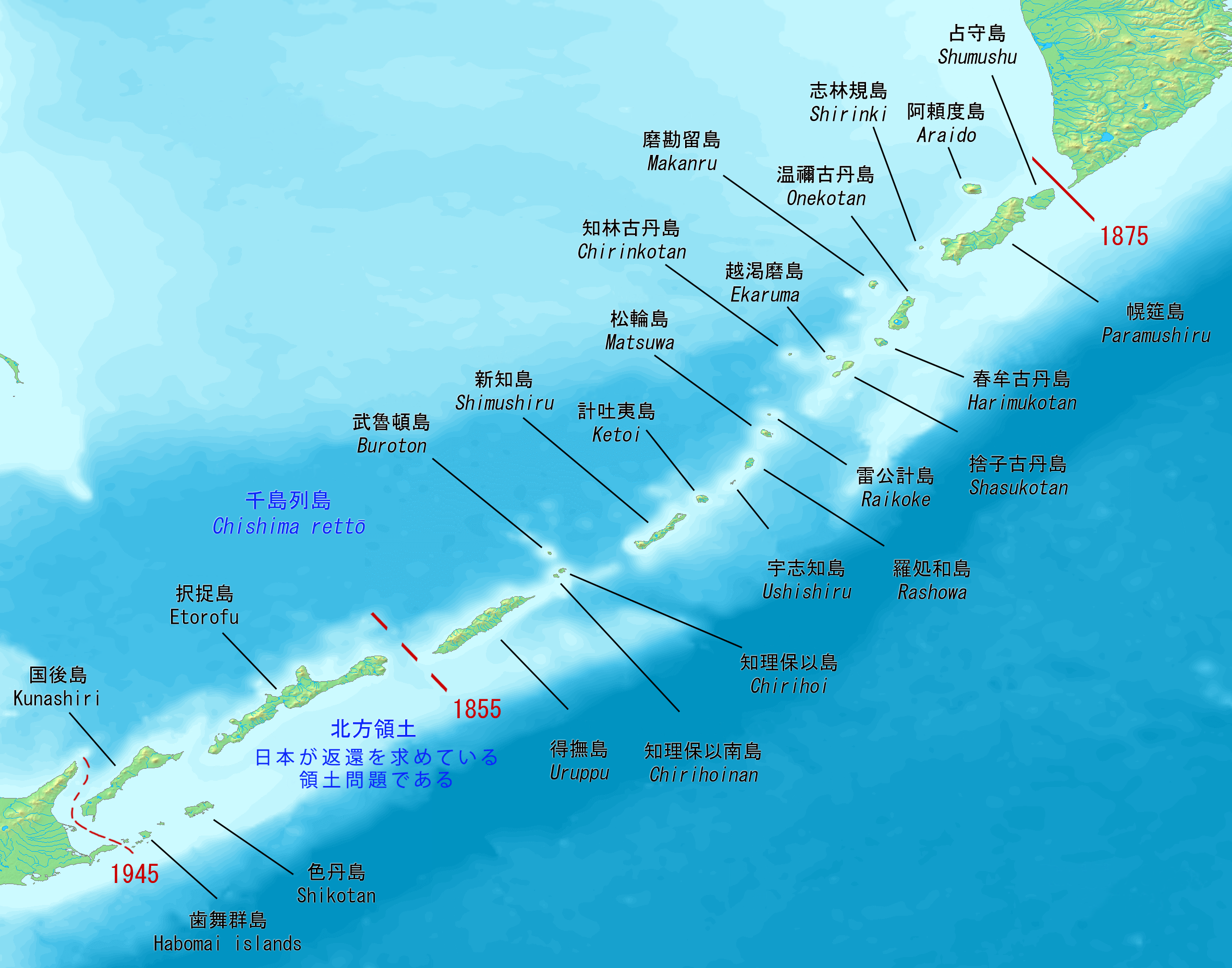
千島列島における国境線の変遷（1945年は旧ソ連による不法占拠線）

### 日本の領有以前
中世以前、北海道の北に伸びる樺太（サハリン）、東に連なる千島列島（クリル列島）には、日本人（和人）やロシア人よりも古くからアイヌなどの先住民が居住していた。
近世以降、それらの地域と近接する日本とロシアは競って進出を行い、領土を拡張してきた（詳細は関係史節を参照）。
1855年（安政2年）、日本（江戸幕府）とロシア（ロシア帝国）は日露和親条約を結び、択捉島と得撫島の間を国境線とした。この条約により、択捉島、国後島、色丹島、歯舞群島が日本領と規定された。また、1875年（明治8年）には日本（大日本帝国）とロシア帝国とが樺太千島交換条約を結び、日本は「千島列島」の全域を領有した。

### 日本の敗戦
1941年（昭和16年）12月以降、大日本帝国は第二次世界大戦において連合国諸国と戦争を行っていた。

#### 日ソ中立条約
連合国にはロシア帝国の領土を継承したソビエト連邦（ソ連）も含まれていたが、日本とソ連とはすでに1941年4月に日ソ中立条約を結んでいたため、交戦状態にはなかった。

#### ヤルタ会談
しかし、1945年2月、連合国のうちソ連とアメリカとイギリスの三国は首脳会談を行い、ソ連が日本へ参戦する計画と、連合国がこの戦争で勝利したあとの世界の枠組みについて議論した（ヤルタ会談）。この会談の中で、ソ連が参戦するための条件として、ソ連が「クリル諸島（千島列島）」を領有することを首脳らが合意した（ヤルタ協定）。

#### ヤルタ会談後のアメリカの関与
根室振興局の調査結果によると、樺太南部の返還と千島列島の引き渡しと引き換えに、ソ連の対日参戦が決まった1945年2月のヤルタ会談の直後、ともに連合国であった米ソは「プロジェクト・フラ」と呼ばれる合同の極秘作戦をスタートさせた。
米国は1945年5-9月に掃海艇55隻、上陸用舟艇30隻、護衛艦28隻など計145隻の艦船をソ連に無償貸与。4-8月にはソ連兵約1万2000人を米アラスカ州コールドベイの基地に集め、艦船やレーダーの習熟訓練を行った。コールドベイには常時1500人の米軍スタッフが詰め、ソ連兵の指導に当たったという。
訓練を受けたソ連兵と貸与艦船は、樺太南部や千島列島の作戦に投入された。8月28日からの択捉、国後、色丹、歯舞の四島占領作戦には、米の貸与艦船10隻を含む17隻が参加。ソ連軍は各島で日本兵の武装解除を行い、四島の占領は9月5日までに完了した。

#### ソ連の参戦
同年4月5日、ソ連は日ソ中立条約を廃棄することを通告した。同条約の規定では「翌1946年4月25日まで有効であり、その1年前に廃棄を通告しなかった場合は自動的に5年間延長される」とされたことから、同条約は1946年4月25日をもって失効する予定となった。
同年8月8日、ソ連は当時まだ有効であったはずの日ソ中立条約に違反して日本に宣戦布告し、翌9日からソビエト連邦軍（赤軍）が日本の勢力圏および領土へ侵攻を開始した。日本はこのソ連対日参戦を受けて、5日後の同年8月14日、連合国に対して降伏した（ポツダム宣言の受諾）。

### ソ連とロシアの実効支配
しかし、ソ連軍は日本が降伏したあとも侵攻を続け、同年8月18日には千島列島の北端にある占守島を占領した。さらにソ連軍は8月28日から9月5日にかけて北方四島に上陸し、占領した。翌1946年1月29日、日本を占領していた連合国最高司令官の司令により、「千島列島、歯舞群島、色丹島」などの地域に対する日本の行政権が停止された。その後、北方領土は現在に至るまでソビエト連邦およびそれを継承したロシア連邦が実効支配を継続している。
日本国政府は「北方領土は日本固有の領土である」として領有権を主張しているものの、日本による施政権は一切及んでおらず、日本はその返還を求めている。

### サンフランシスコ平和条約とその解釈
日本は1951年（昭和26年）9月8日に連合国諸国との講和条約であるサンフランシスコ平和条約を締結した。同条約によって日本は「千島列島」を放棄した。

#### 「千島列島」の範囲に関する解釈
その「千島列島を放棄する」旨の文言について、日本国政府は1951年当時、「千島列島」の範囲には国後島・択捉島が含まれると説明した 。一方で「色丹島および歯舞諸島は北海道の一部を構成する（属島である）」とも説明した。もし「千島列島」に4島が含まれる場合、日本はこれらの領有権を放棄したことになる。もし含まれない場合、放棄していないことになる。
しかし、この説明は1956年2月に撤回され、日本国政府は「サンフランシスコ平和条約にいう千島列島のなかにも（国後島と択捉島の）両島は含まれない」と述べた。以降、現在まで日本政府は「北方四島は千島列島には含まれず、日本は放棄していない」と主張している。
一方、ロシアおよび英語圏では、千島列島を意味する「クリル列島（露: Кури́льские острова́、英: Kuril Islands）」に択捉島や国後島までが含まれるとみなすことが一般にみられる。ただし、ソビエト連邦および現ロシア連邦はそのサンフランシスコ平和条約への署名を拒否し、調印していない。

## 日本政府の主張

### 「不法占拠された日本固有の領土」
日本国政府は、北方四島（南クリル諸島）について「日本固有の領土であり、現在はロシアに不法占拠されている。日本に返還されるべきである」と認識している。同国政府によれば、その根拠は主に次のようになる。
- 日本はロシアよりも先に北方四島を発見しており、遅くとも19世紀初めには四島の実効的支配を確立していた[4][11]。
  - ロシアも自国領土の南端が得撫島（北方四島よりも北の島）であると認識しており、ロシアの勢力が四島まで及んだことは一度もなかった[4][11]。
- 1855年（安政2年）に日本とロシアとの間で平和的・友好的に結ばれた日魯通好条約（日露和親条約）によって四島は日本の領土と確定した。これは当時自然に成立していた国境を追認するものだった[4]。
- それ以降も、北方四島が外国の領土となったことはなかった[4]。
- しかし、第二次世界大戦の終戦後に、ソビエト連邦（ソ連）は日本との日ソ中立条約に違反して日本の北方領土（4島）に侵入し、日本が降伏した後にソ連は北方四島のすべてを占領した[4]。
- 当時四島にはソ連国民は1人もおらず、日本国民は約1万7000人が住んでいたが、ソ連は四島を一方的に自国領に「編入」し、全ての日本人を強制退去させた[4]。

### 外交方針
日本政府の主張によれば、同国の基本方針は主に次の通りである。
- 日本の基本的方針は北方四島の帰属の問題を解決してロシアとの平和条約を締結することであり、ロシア政府との交渉を続けている。しかし、北方領土問題が存在するため、いまだに実現していない[4]。
- 北方領土の日本への帰属が確認されるのであれば、実際の返還の時期および態様については、柔軟に対応する[4]。
- 北方領土に現在居住しているロシア人住民の人権、利益および希望は、北方領土返還後も十分尊重していく[4]。
- 諸外国および民間人が、北方領土に対するロシアの「管轄権」を前提としたかのごとき行為を行うことなどは容認できない[4]。
- 日本国民に対しても、ロシアの不法占拠の下で北方領土に入域することを行わないよう要請する[4]。

### 教育方針

#### 教科書検定による義務付け
日本国の文部科学省が小学校、中学校、高等学校への指導内容を規定する学習指導要領（教科書検定）において、日本の社会科の教科書には「北方領土は日本固有の領土である」と必ず記載することが義務付けられている。また、同検定において「地理総合」や「公共」の教科書では「ロシアが北方領土を実効支配している」という表現は許可されず、「ロシアが不法占拠している」と記載するように求められた。
高等学校の「歴史総合」の教科書では、「1855年の日露和親条約で四島は日本領と定められた」とも必ず記載する必要がある。さらに歴史総合では「千島列島」のなかに択捉島などの4島を含む記述が許可されず、4島よりも北東側にある島々のみを指して「千島列島」と記載するように修正された。千島列島に4島を含むことの意義については、「千島列島#北方四島を含むか否かの意義」記事を参照。
また、1956年（昭和31年）の日ソ共同宣言で日本とソビエト連邦（現在のロシア）が「平和条約を締結した後に、ソビエト連邦は歯舞群島と色丹島の2島を日本へ引き渡す」と合意したことについて、教科書が「いまだ実現していない」とした記述も同検定で削除された。その理由について文部科学省は「現在もわが国が2島返還交渉を行っていると誤解する」ためとした。

#### 時代による地図帳の変化
なお、中学校や高等学校の社会科で用いられる地図帳における4島の帰属は、時代とともに認識の変遷がみられた。以下で挙げる例はすべて文部省の教科書検定に合格した地図帳である。
第二次世界大戦以前の1934年（昭和9年）や1938年（昭和13年）に発行された地図帳（帝国書院）では、4島は日本の領土であったので当然そう記載されていた。ここでは択捉島・国後島・色丹島は「千島列島」に属し、歯舞群島は「根室」に属していた。大戦後の1946年や1950年、1952年、また1955年の地図帳（帝国書院、日本書院）では、4島は「ソビエト連邦の領土」として記載され、択捉島は「クーリル列島（千島列島）」に属していた。続いて1963年や1964年、1966年、1967年、また1969年の地図帳（帝国書院、日本書院）では、4島は日本とソビエト連邦のどちらの領土であるか明記されていなかった。択捉島は千島列島に属し、択捉島や国後島は「南千島」と表現されることもあった。
そして、1973年（昭和48年）に発行された地図帳（帝国書院）では、4島は「日本の領土」として記載された。以後、現在に至るまでこの表記が義務付けられており、これ以外の記述は学校教科書として認定されない。また、この1973年の地図では択捉島は千島列島に属するか否か曖昧であった。
なお、現在の日本の教科書検定では北方領土がロシアの領土であると記載することは認められていないが、外国の地図を紹介し引用する形でそのような記載がみられることもある。2005年（平成17年）の中学地理の教科書（日本書籍新社）では、日本以外の国の地図が紹介され、そのうちイランのペルシャ語で書かれた世界地図では4島が「ロシアの領土」として描かれている。

### 行政機能
日本は4島において施政権を有さないが、4島を「北海道の根室振興局が管轄する地域」として区分しており、法律上は市町村（郡）を設定している。
同国は4島に色丹郡、国後郡、択捉郡、紗那（シャナ）郡、蘂取（シベトロ）郡を法的には設置しており、本籍を置くこともできる。4島へ近い根室市がそれらの事務を代行している。

詳細は「日本の行政区分下の北方領土」節および下記記事を参照。

## ロシア政府の主張

### 「第二次世界大戦で獲得したロシアの領土」
ロシア連邦政府は、南クリル諸島（北方四島）について「同国が第二次世界大戦の結果として獲得したロシアの領土であり、日本が根拠のない領有権の主張を行っている」と認識している。
同国の著述家 B. I. Tkachenko によれば、その根拠は主に次のようになる。
- 日本は1855年の下田条約（日露和親条約）に基づいた国境線（南クリル諸島を日本領とした）を要求しているが、ロシアと日本との国境線はのちに1875年の平和的なサンクトペテルブルク条約（樺太千島交換条約）および1905年のポーツマス講和条約で2度も変更されている[40]。
- そして、最も決定的かつ本質的な国境線は1945年以降の第二次世界大戦の終結によって画定されたのである[40]。
  - よって、日本が1855年の国境線のみに基づいて領有権を主張することは正当性を欠く[40]。
  - また、1855年の国境線では南クリル諸島のほかにも、ロシアが現在領有しているサハリン（樺太）を「ロシアと日本のどちらの領土でもなく、両国民が混住する地」と規定していたため、その国境線へ逆行することで日本がサハリンについてもロシアの主権を脅かそうとする危険がある[40]。
- ソビエト連邦（ソ連）が第二次世界大戦において対日参戦するための条件として、ソ連が南クリル諸島をふくむクリル列島を獲得することをアメリカおよびイギリスから約束されていた（ヤルタ協定、ポツダム会談において）[13][40]。
- そして日本はその条件（ポツダム宣言）を受諾し、ソ連をふくむ連合国に降伏した。その後、日本を占領した連合国最高司令官の命令により、日本は南クリル諸島を含む多くの島々への施政権を失った[40]。
- さらに日本は連合国との平和条約を批准する際、国会において南クリル諸島の主権を放棄すると宣言した [22][23][24]。これにより、日本は同諸島を失い、ソ連が同諸島を獲得した[40][* 4]。
- ソ連およびロシア連邦が南クリル諸島を所有している法的根拠は、カリーニングラード州（東プロイセン）を所有している根拠と等しい[40]（同州は中世以降にドイツの領土となっていたが、第二次世界大戦の結果として現在ではロシアの領土となっている）。

### 外交方針
ロシア政府の主張によれば、同国の基本方針は主に次の通りである。
- ロシアは日本との平和条約を締結することを目指して日本政府との交渉を続けている。しかし、南クリル諸島についての日本側の不当な領有権主張があるため、いまだに実現していない[7]。
- 日本が南クリル諸島におけるロシアの主権を否認することは、『1956年のソ日共同宣言（日ソ共同宣言）に基づいて、ロシアが歯舞諸島と色丹島を日本へ引渡す』ことを日本が否定しているのに等しい[* 5][41]。
  - その根拠として、同条文にはロシア語でも日本語でも「両島を日本へ引き渡す」という言葉が使われている。もし「返還する」という表現ならば他人のものを本来の所有者へ返すことを意味するが、「引き渡す」という表現ならば自らの所有物を他人へ渡すことを意味するからである[41]。
- もしロシアが現在の日本の主張を認めれば、日本以外との諸外国との交渉でもロシアの立場が弱体化して、国境に関する協定が不利になることを懸念している[41]。

### 教育方針
ロシアの外務省は、日本政府が教科書検定によって同国内の教科書に4島を「日本固有の領土」と記載するように強要していることに対して、2021年4月に報道官マリア・ザハロワを通じて批判した。同報道官は「日本政府が歴史的な真実と第二次世界大戦の結果に反する偽りの固定観念を若い世代に押し付けている」と延べた上で「日本が根拠のない領有権の主張を行っていることは遺憾である」とした。さらに4島について「ロシア連邦の主権は議論の余地がない」「（日本の行為は）両国の関係へ悪影響を与える憤りをロシア社会へもたらしている」と断じた。

### 行政機能
ロシアは4島において施政権を有しており、4島を極東連邦管区のサハリン州が管轄する地域と区分している。同国は択捉島に「クリル市（露: Курильский городской округ）」、国後島・色丹島・歯舞群島に「南クリル市（露: Южно-Курильский городской округ）」を設置して4島での行政機能を行っている。
詳細は「ロシアの行政区分下の北方領土」節および下記記事を参照。

## 関係史（日本の領有時代まで）

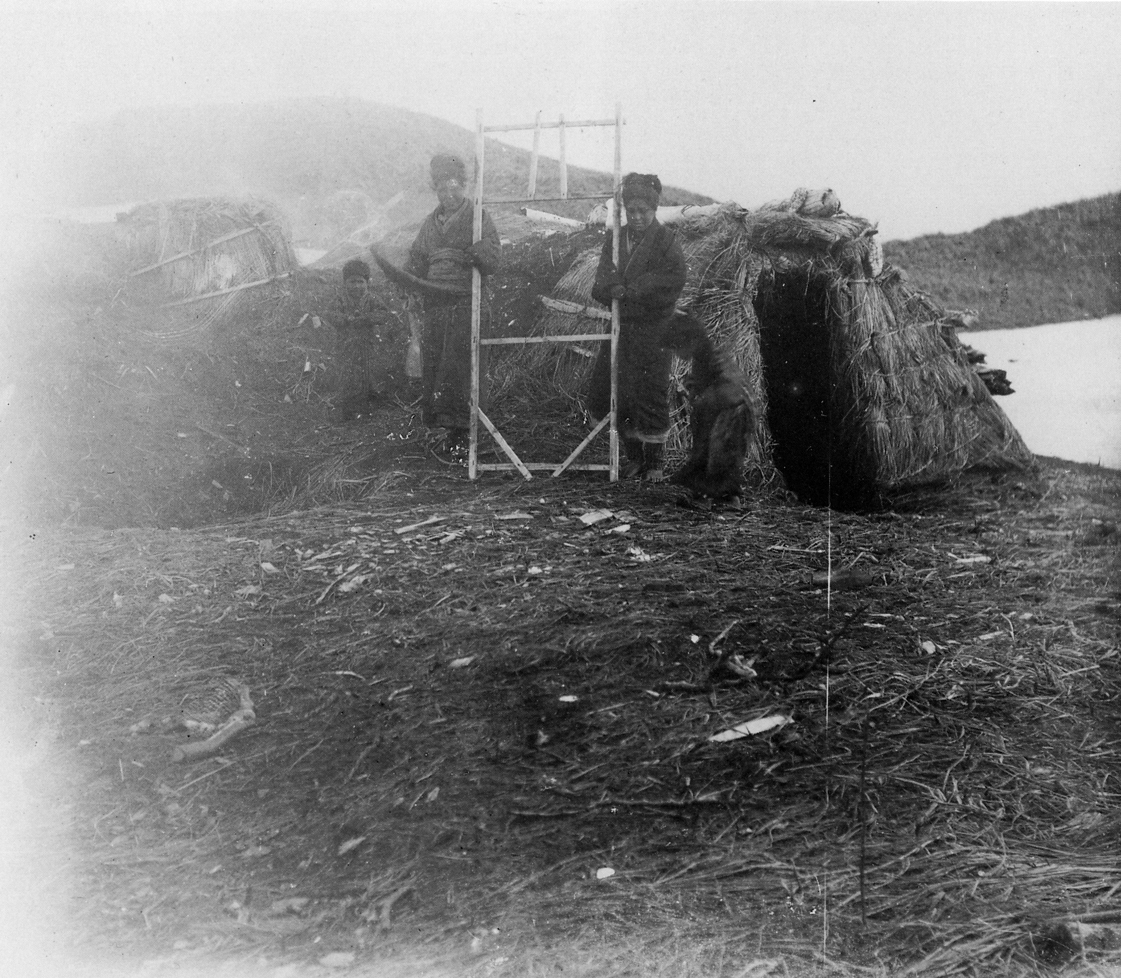
千島アイヌの竪穴建物

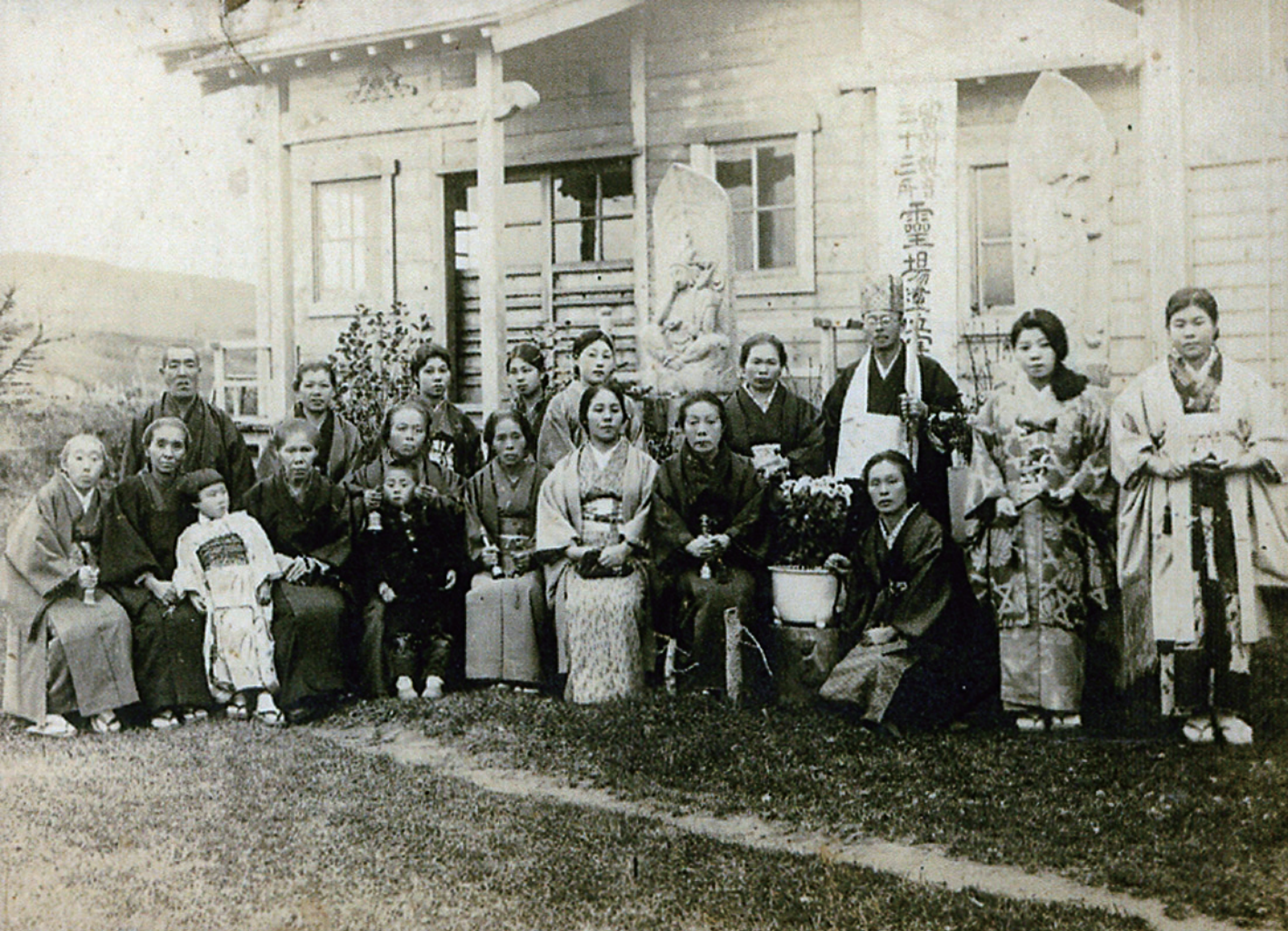
択捉島の日本時代の仏教寺院（1939年以前）

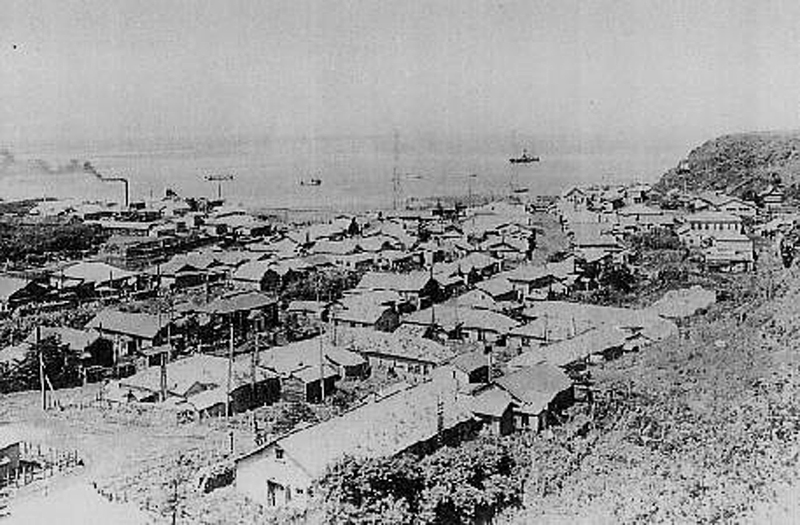
択捉島の紗那村。昭和初期の紗那（手前は村立病院、左奥が択捉水産の工場、中央は郵便局の無線塔）、1945年以前

### 古代
- 5世紀ごろ
  - 北海道の大部分では、日本の本州と異なり、稲作が発達せずに狩猟・採集が中心の続縄文時代が続いていた[45]。
  - 一方、樺太および北海道の北東部沿岸、そして北方四島にあたる南千島地域には、従来と異質なオホーツク文化が渡来した[45]。
- 9世紀ごろ
  - 北海道周辺のオホーツク文化は、北海道本島内の大部分を占めていた擦文文化と融合し、中間的なトビニタイ文化となった[45]。
- 12世紀 - 13世紀ごろ
  - この時点までにトビニタイ文化も擦文文化に吸収された。
  - 擦文文化を受け継いだアイヌ文化をもつ人々が、以後アイヌとなって北海道や樺太および北方四島、千島列島に先住民として居住した[8][45]。

### 中世
- 13世紀前半
  - 日本は有史以来、領土を北方へ拡張し続けており、その勢力圏は同時点までに本州島の北端（現在の青森県にあたる）へ達した。
  - 日本は同国の勢力圏よりも北方を漠然と「蝦夷地（えぞち）」と呼称しており、同時代ごろから「蝦夷地」は北海道および千島列島、樺太へと限定されるようになった[46]。
  - 日本の鎌倉幕府の執権である北条義時が、本州北部を治めていた豪族の安藤五郎を「蝦夷管領」に任命した[47]。
  - このころから本州から北海道南部（渡島半島、道南）へ日本人（和人）が進出し始めた。和人とアイヌとの交易が盛んになり、アイヌの生活に変化をもたらした[48]。
- 1454年（享徳3年）
  - 日本の武将である安東師季（安藤五郎の一族）と武田信広らが、「蝦夷ヶ島（北海道本島）」に渡ったと記録された[47]。
- 15世紀後半
  - 北海道南部で和人の活動領域が広まり、和人とアイヌとの対立が激化した[48]。
- 16世紀
  - ロシア（ロシア・ツァーリ国）は国力増大のために領土の獲得を試み、ウラル山脈を西から東へ越えてシベリアに進出した。当初はさらに南方を目指したが、清国に妨げられたため目標を東方に転じた。当時シベリアは毛皮の産地であったため、毛皮を求めて積極的に東へ進出するようになった[49]。

### 近世

#### 江戸時代
- 17世紀前半
  - 日本の大名である松前藩が、安藤氏（安藤五郎の一族）から独立して成立した[50]。
  - 松前藩は北海道南端の渡島半島を拠点にし、アイヌとの交易圏を独占した。同藩はアイヌと和人の居住地を分割（蝦夷地と和人地）して両者間の往来と交易を厳しく制限し、さらにアイヌに対して不当な価格による交易を強制した[48]。
- 1615年 - 1621年（元和1年 - 元和7年）ごろ
  - 松前藩の記録「新羅之記録[51][52]」によれば、同藩の和人たちはメナシ地方（現在の根室方面）のアイヌらとラッコの毛皮や鷲の羽などの交易を行っていた。アイヌらは100隻近い舟に物品を積載して松前（松前藩の本拠地）まで来ており、それらの産地となる島があることが知られていたという[10][53]。同藩主はこれを江戸幕府の将軍へ献上した[54]。
  - ラッコは日本周辺では千島列島海域でしか獲れないため、当時の和人が北方四島や千島のアイヌと交流していたと考えられる[54]。
- 1618年（元和4年）
  - イタリア（シチリア王国）出身であるイエズス会の宣教師ジロラモ・デ・アンゼリスが、ヨーロッパ人として北海道を初めて訪れた。アンゼリスは本国への報告書に「メナシ地方のアイヌが毎年100隻もの交易船で（松前へ）来る。交易品の中にはラッコの毛皮が入っている」 と記した。これは新羅之記録による記述と一致する[54]。
- 1643年（寛永20年）
  - オランダの東インド会社の総督アントニオ・ヴァン・ディーメンによって派遣された探検家のマルチン・ド・フリースらが千島列島を航海し、得撫島に上陸した。フリースの航海日誌や地図によって、千島列島の所在が初めてヨーロッパに紹介された[49]。
  - フリースは択捉島をスターテンランド（国家島）、得撫島をカンパニースランド（会社島）と命名し、両島の領有宣言を行った[49]。
  - ただし、この地図では千島列島のうち一部が示されたにすぎず、またカンパニースランドをアメリカ大陸の一部であると誤認するほど甚だしく不正確なものであった[49]。
- 1644年（正保1年）
  - 日本の江戸幕府が作成した地図『正保御国絵図』（外部ページでの図示）に、松前藩が支配している「蝦夷地」として北海道本島、その北に樺太、そして知床半島と納沙布岬の東に「クルミセ」という39の島々が記された。クルミセは千島列島と考えられ、そのうち34の島は「クナシリ（国後島）」や「エトロホ（択捉島）」「ウルフ（得撫島）」などと現在とほぼ同じ島名で記載された[10][54]。
  - ただし、この地図では東北地方や松前半島が比較的正確に描かれているのに対して、北海道本島および樺太は実際よりもはるかに小さく描かれており、さらに択捉島、国後島および千島列島はそれらの大きさおよび位置関係が不正確なものであった[10]。
  - この地図は、松前藩が江戸幕府に提出したものを基礎としており、提出された原本は残っていないが、松前藩はその10年前である1635年（寛永12年）に蝦夷地の探検調査を行っているため、当時得られた知識に基づいて作られたものと考えられる[10]。
- 1661年
  - 日本の伊勢国の七郎兵衛らの船が択捉島に漂流した。日本人では初めて千島列島に漂着した記録であるとされ、当時はアイヌらが先住する島であったという[55]。
- 1711年（正徳1年）
  - ロシア人が初めて千島列島に進出した。コサックの反乱者コズィレフスキーら2人が千島列島の最北端である占守（シュムシュ）島に上陸し[10]、住民と戦って征服した。翌年には幌筵（パラムシル）島も征服した。さらに翌々年の1713年には温禰古丹（オンネコタン）島等を襲撃し、これらの島々を調査して帰国した[49]。
- 1715年（正徳5年）
  - 松前藩主は江戸幕府への報告において「北海道本島、千島列島、カムチャツカ、樺太は松前藩の領土であり、自分が統治している。これらの地域にはアイヌがそれぞれ住んでおり酋長がいるが、総支配は松前藩が行っている」と述べた[10]。
  - 同藩は当初は厚岸を拠点として「クナシリ」や「エトロフ」などのアイヌとの交易を行った。その後「キリタップ（霧多布）」や「ノツカマップ（現在の根室市内）」へと交易の場所を広げた[10]。

#### 江戸幕府とロシア帝国との接触
- 1725年
  - ロシア帝国海軍士官のマルティン・シュパンベルクは、日本への航路探索のため千島列島を探検船で南下した。彼は千島列島がラッコやオットセイなどの海獣に富むことを発見した[54]。
- 1738年（元文3年）
  - シュパンベルクはさらに日本沿岸を航海し、房総半島や伊豆半島などにも到達した（元文の黒船）[10]。
  - 翌1739年には、シュパンベルクはロシア人として初めて千島列島などの地図を作ったという[54]。
    - これは、ロシア帝国の初代皇帝であったピョートル1世（在位1682年 - 1725年）が東方に関心を持っていたことから、その死の直前に同国の海軍大佐ベーリングに探検を命じて探検隊を組織させた結果であった[10]。
- 1754年（宝暦4年）
  - 松前藩は国後島に「場所（同藩が間接的に支配する交易の場）」を設置し、国後島と択捉島、得撫島に強い影響を持つようになった[10]。
- 18世紀
  - ロシアの南下勢力は千島列島に達し、島々の名をロシア名にしたほか、アイヌから税として毛皮を取り立てた。アイヌの生活は苦しくなり、ロシア人への反抗が繰り返された[54]。
- 1760年代
  - ロシア人のイワン・チョールヌイが、択捉島でアイヌからサヤーク（毛皮税）を取り立てたという記録が残されている。
- 1778年（安永7年)
  - ロシアのラッコ捕獲事業者パベル・レベデフ＝ラストチキン商会のオチエレデンは、千島列島の得撫島を根拠地としていたが、3隻の船で根室のノツカマップへ上陸した。千島列島にいるロシア人たちは本国から遠く離れているため食料や物資の不足に悩まされており、日本と交易して生活物資を得ようと考えていた[54]。
  - オチエレデンは日本の松前藩の役人へ交易を提案したところ、同役人は「外国との交易は国法で禁じられている（鎖国）ので、今はどうにもならない。藩主の指示を受けて来年回答する」と回答してオチエレデンを根拠地へ帰した[54]。
  - これは日本とロシアとの初めての接触であった[54]。
- 1779年
  - オチエレデンらは厚岸で再び会見し、日本の役人は「交易は許可できない。ただし得撫島のアイヌを仲介者として択捉島のアイヌと交易することは許可する。どうしても日本との交易を望むなら、長崎（当時の日本の外国との窓口）まで行って申し出なさい」と告げた[54]。
- 1785年（天明5年）
  - 日本の江戸幕府はロシアの千島列島進出に危機感を持ち、もはや松前藩単独では対抗できないことから、北方四島や千島列島に役人を派遣して実地調査を行った[54]。
  - 派遣された探検家の最上徳内らが蝦夷地から得撫島までを踏破した[10]。最上が記した「蝦夷草子」によれば、最上らは国後島から択捉島に渡ってロシアの南下の状況を調査し、得撫島に上陸して得撫島以北の諸島の情勢も察知したいう[49]。日本人では最初の得撫島への上陸であった[56]。
  - その際、択捉島にはすでに3名のロシア人が居住していた。またアイヌの中に正教を信仰する者がいたことが知られており、同時期、すでにロシア人の足跡があったとされる（ただし、正教はロシア人・ロシア国民以外にも信仰されているものであり〈例：ギリシャ正教会、ブルガリア正教会、日本正教会〉、正教徒が必ずロシア人とは限らない）。
- 1792年（寛政4年）
  - ロシア皇帝エカチェリーナ2世の国書を携えた軍人アダム・ラクスマンが、日本からロシアへの漂流民であった大黒屋光太夫らを伴って軍艦で根室へ来航した[54]。
  - 国書の内容は「ロシアはこの地方で必要な生活物資を日本との交易によって得たい」というものだった。松前藩は急いで江戸幕府に報告し、指示を仰いだ[54]。
- 1793年（寛政5年）
  - 日本の江戸幕府はラクスマンへ返答し、内容は「漂流民の送還については感謝する。しかし江戸（事実上の首都）への来航は許可できない。日本の国法により通商はできない。長崎においてなら話し合う」というものだった。結局、ラクスマンは長崎への入港許可証を与えられただけで本国へ引き返した[54]。
  - ロシアはラクスマンの報告によって、日本との交易が有望だと考えた。同国は得撫島に移民4家族をはじめ58人を送り、ロシアの基地を再建した[54]。
- 1798年（寛政10年）
  - 江戸幕府は大規模な蝦夷地巡察隊を派遣した。この隊の一人であった近藤重蔵は最上徳内を案内役とし、択捉島の丹根萌に日本領を示す「大日本恵登呂府」の標柱を建てた[10][54]。
- 1799年（寛政11年）
  - 江戸幕府は国防上の必要から千島・樺太を含む蝦夷地を幕府の直轄地（天領）として統治することとし、近藤をその処置に任命した。近藤は船頭の高田屋嘉兵衛とともに北方四島へ訪れた。国後島と択捉島との間の航路は大変困難とされており、嘉兵衛の大きな功績であった[54]。
- 1800年
  - 江戸幕府はロシアとの国境を接する択捉島の開発に乗り出した。近藤は嘉兵衛らとともに、嘉兵衛が開拓した航路によって再び択捉島に渡った。本土と同じ郷村制を採用し、17か所の漁場を開いた。彼らはこのときも択捉島のカムイワッカオイの丘に 「大日本恵登呂府」と書いた標柱を建てた。また航路や港を整備したほか、アイヌへ漁法を伝授し漁具を与えた[54]。
- 1801年（享和1年）
  - 江戸幕府は択捉島などに役人を常駐させ、南部藩と津軽藩（本州の北端を拠点としていた。現在の青森県から岩手県北部にあたる）から100人あまりの藩士を送って国後島と択捉島の防備を固めた。こうして日本による色丹島、国後島、択捉島の本格的開発が始められた[10][54]。
- 1804年（文化1年）
  - ロシア帝国の外交官ニコライ・レザノフ（露米会社の設立者）が、日本との通商を求めて長崎へ来航した。1793年のラクスマンの報告に基づいたものであったが、江戸幕府はレザノフらを半年近くも待たせたすえに通商を拒否した。レザノフはもはや日本の門戸を開かせるためには武力で脅かすしか方法がないと考え、部下に命じて樺太や択捉島を襲撃し、放火、暴行、略奪を行った[10][54]。
  - 江戸幕府はこれに対してロシア船の打ち払いを命じた[10]。
- 1807年（文化4年）
  - ロシアの露米会社の武装船2隻が択捉島を襲った。露米会社は南部・津軽両藩の守備隊を破り、番屋や会所に乱入して物品を略奪し、建物を焼いた。松前奉行支配調役であった戸田亦太夫は、責任をとって自決した。
- 1811年（文化8年）
  - ロシアの軍艦ディアナ号の艦長ヴァシーリー・ゴロヴニーン少佐らが、クリル（千島）列島の測量を命じられて国後島を訪れた際、江戸幕府によって捕縛された。ディアナ号の副艦長ピョートル・リコルド（ロシア語版）は報復として日本船を襲い、幕府御雇船頭の高田屋嘉兵衛を捕縛した。嘉兵衛の努力により、日本とロシアがゴロヴニーンと嘉兵衛とを互いに交換して釈放した（ゴローニン事件）。
  - これらの事件の原因は、日本とロシアとの国境が曖昧なままであったためであった。[10][54]。
- 1813年（文化10年）
  - 上述のような事件を契機に、日本とロシアとが国境策定の交渉を始めた[10][54]。
  - 両国間の国境を「日本は択捉島以南、ロシアは新知島以北とし、その中間にある得撫島は両国の混住の地とする」とすることについて交渉する予定であったが、翌年に約束したロシア船が日本へ来航しなかったために交渉は成立しなかった[54]。
- 1821年（文政4年）
  - 日本とロシアとの緊張が緩和されてきたため、江戸幕府は蝦夷地を直轄支配することを中止し、再び松前藩へ統治させるように転じた[54]。

### 近代

#### 日本の開国後
- 1853年（嘉永6年）
  - ロシア皇帝ニコライ1世は海軍提督エフィム・プチャーチンを日本へ派遣し、通商を求めるとともに樺太と千島の国境の画定を申し入れた。両国は長崎で交渉を行った[10]。
  - ロシアは択捉島と樺太の領有を強く主張した。一方で日本は「北方四島および千島列島は探検や開拓の歴史からみても日本の領土である」と主張して譲らなかった。交渉は難航し、同年中には合意に至らなかった[54]。
- 1854年（嘉永7年）
  - 日本で「蝦夷地」全体の地図「改正蝦夷全図」（加陽・豊島洞斎 作）が発行された。この地図には北海道本島および北方四島、千島列島の全島、樺太島の全体が描かれ、さらにはユーラシア大陸の一部やカムチャッカ半島の一部までもが明記された[57]。
- 1855年（安政1年）
  - 日本（江戸幕府）とロシア帝国は日露和親条約（下田条約）を結び、択捉島と得撫島の間を国境線とした。この条約により択捉島、国後島、色丹島、歯舞群島が日本領、得撫島から北の島々がロシア領と規定された[10]。
  - なお、この条約はオランダ語とロシア語が正文であり、その内容の解釈について、のちの領土問題に関連した議論がある（当該記事参照）。

#### 明治維新から日露戦争
- 1868年 - 1869年
  - 明治維新[58]によって江戸幕府が解体し、その領土が大日本帝国へと継承された。
- 1869年（明治2年）
  - 蝦夷地を北海道と改称。このとき国後島・択捉島の行政区分をあわせて「千島国」とし五郡を置いた。
- 1875年（明治8年）
  - 日本とロシアは樺太・千島交換条約を結び、「クリル群島（仏: le groupe des îles dites Kouriles、千島列島）」の全島を日本領とした。また樺太（当時まで日本とロシアの共同統治としていたが、両国民の紛争が絶えなかった）をロシア領とした。
  - なお、この条約はフランス語が正文であり、これに基づいて日本語訳が作られたが、この翻訳は不正確なものだった。不正確な日本語訳に基づいて、得撫島以北が千島列島であるとの解釈がなされたことがある。
  - 条約締結後、当時の日本国内の行政区分で「千島国」と定められていた国後島・択捉島に、得撫島以北を編入し、国後島から占守島までが千島国になった。
  - 一方、樺太および千島列島の先住民であったアイヌは、この条約によって3年以内に自身の国籍について日本国籍かロシア国籍かを選ぶことを強要された。さらに国籍と居住国が異なる場合、居住国を退去して国籍と一致する国の領土へ移住することを余儀なくされた[9]。
- 1885年（明治18年）
  - 根室国花咲郡の一部（色丹島）を、色丹郡として千島国に編入する。
- 1904年 - 1905年
  - 日露戦争。ポーツマス条約により樺太の南半分が日本に割譲された。

#### ロシア革命期
- 1917年 - 1918年
  - ロシア革命によってロシア帝国が解体し、その領土がソビエト連邦へと継承された。
- 1918年 - 1922年
  - シベリア出兵

### 第二次世界大戦
- 1931年
  - 満州事変勃発。
- 1937年
  - 日中戦争勃発。
- 1939年
  - ノモンハン事件。
- 1940年
  - 11月25日：ソ連の外務人民委員（外相）モロトフが駐ソ連ドイツ大使を呼び出し、ドイツ外相フォン・リッベントロップの提案[59]に従って、日独伊三国同盟を「日独伊ソ四国同盟」とする事にソ連政府として同意した[60]。締結にあたって解決すべき条件があり、その中に北サハリン（樺太）における日本の石炭・石油採掘権の放棄という項目があった[60]。しかし、この同盟案はドイツがソ連に奇襲攻撃をかけたため消滅した。
- 1941年
  - 4月13日：日本とソ連は、日ソ中立条約を締結した。両国は、相互不可侵および一方が第三国に軍事攻撃された場合における他方の中立などを義務付けた。有効期間は5年間（1946年4月24日まで）であり、「有効期間満了の1年前までに両国のいずれかが廃棄通告しなかった場合は、自動的に5年間延長される」と記述された。
  - 6月22日：独ソ戦勃発。
  - 7月：関東軍特種演習。
  - 日米開戦前、アメリカ大統領ルーズベルトはヨシフ・スターリンに、日本軍がソ連沿海州を攻撃するという情報を届けた[61]。これに関連し、ソ連極東地域にアメリカ空軍基地建設許可、アラスカ経由での航空機輸送を提案した[61]。だがゾルゲなどの諜報機関から日本が対米開戦ハワイ奇襲を決意したことを知るスターリンは相手にせず[61]、米軍爆撃機基地建設を拒絶した[62]。
  - 12月8日：太平洋戦争勃発。
- 1942年
  - 6月17日：新任アメリカ大使スタンリー将軍がルーズベルトの親書をスターリンに手渡した[63]。ルーズベルトは再び日本軍のソ連侵攻に言及し、極東に米軍基地建設を求めた。スターリンは、独ソ戦の激戦が続く間、日本との関係を悪化させないと特命全権大使に言明した[63]。

#### ソ連の対日参戦協定
- 1943年
  - 10月：モスクワにおいて米・英・ソ三国外相会談が開かれる（モスクワ会談）。スターリンの通訳によれば、10月30日に開催されたクレムリンのエカテリーナ広間晩餐会で、スターリンは隣に座るハル国務長官に対し、ドイツ戦終了と同時に対日参戦することをソ連の意思として伝えた[64]。ただし、耳打ちという形で告げられ、当分の間秘密とされた。
  - 11月末、イランのテヘランにおいて、米・英・ソ首脳会談が開かれる（テヘラン会談）。この会談でルーズベルトとチャーチルは、1944年の5月までにヨーロッパで第二次戦線を開くことを約束した。その見返りにスターリンは、ドイツ敗戦の後に対日戦争に参加することをはっきり約束し、そのためにいかなる「要望」を提出するかは、後で明らかにすると言明した[65]。
  - テヘラン会談の直前、カイロで米・英・中三国による首脳会談が開催される。米・英・中三大同盟国は日本国の侵略を制止し、罰するために戦争をしていること、日本の無条件降伏を目指すことが宣言された（カイロ宣言）。カイロ宣言では、第一次世界大戦以後に日本が諸外国より奪取した太平洋諸島の領土を剥奪すること、台湾・満州の中国への返還、日本が暴力・貪欲により略取した地域からの駆逐が定められている。南樺太や千島列島については触れられていない。
- 1944年
  - 12月14日：スターリンはアメリカの駐ソ大使W・アヴェレル・ハリマンに対して南樺太や千島列島などの領有を要求する[66][67]。これがのちにヤルタ協定に盛り込まれることとなる。
- 1945年1月 - 8月：戦時下の国際情勢
  - 2月、ソ連のヤルタで連合国のうち米国・英国・ソ連の3首脳が会談した（ヤルタ会談）。ここで、連合国がのちに第二次世界大戦に勝利した場合における戦勝国間での戦勝権益の世界分割が話し合われた。
    - 大日本帝国を早期に敗北に追い込むため、のちにナチス・ドイツを降伏（ヨーロッパ戦勝記念日）させた場合にはその3か月後にソ連が対日参戦することが約束された。そのための条件として、「日本の降伏後には南樺太をソ連に返還し、クリル列島（千島列島）をソ連に引き渡す」とした極東密約を首脳らは結んだ（ヤルタ協定）[13]。

  - 4月5日：ソ連の外相モロトフが、日ソ中立条約の失効を日本側へ通告した[17]。日ソ中立条約の規約では、この条約は5年間有効であり、締結の5年後にあたる期間満了日から1年以上前にどちらかの国が失効を通告しない場合は、自動的に5年間延長されることになっていた。この通告によって、同条約は翌1946年4月25日に失効することになった[* 6][68]。
    - この通告を、日本側は条文にもとづいて「条約は翌年の期間満了日に失効する（その日までは有効）」と解釈したが、ソ連側はのちに「条約は当日からすでに失効した」という意味の通告だったとしている。

  - 7月17日 - 8月2日：ソ連が占領するポツダムで、再び米国・英国・ソ連の3首脳が会談した（ポツダム会談）。ここでソ連は米国と英国に対し、ソ連に対日参戦を求める内容を明文化することを要求した。理由は日ソ中立条約がいまだ有効期間内であったためである。
    - 7月26日、米国・英国・中華民国の3国による、日本の降伏を要求する共同声明（ポツダム宣言）が発表された。

#### ソ連の対日参戦
- 1945年8月：ソ連による対日宣戦布告
  - 8月8日：モスクワ時間の午後5時（日本時間：午後11時）、ソ連の外相モロトフは、クレムリンに駐ソ連日本大使の佐藤尚武を招致し、「翌8月9日から日本と戦争状態になる」ことを通告して宣戦布告した[17]。
    - ソ連の対日宣戦布告を受けた佐藤はモスクワから日本国外務省へ打電した[17]が、ソ連のモスクワ中央電信局の妨害によって日本国内へは宣戦布告の情報が伝達されなかった[69]。
    - 1時間後のモスクワ時間午後6時（日本時間：翌9日の午前0時）、ソ連は日本との国交を断絶し、日本を侵攻するための進軍を開始した[69]。
    - 日ソ中立条約は当時まだ有効期間内であった[17]。

  - 8月9日：日本時間の午前4時（モスクワ時間：前8日午後10時）、いまだに宣戦布告は日本へ伝達されていなかったが、ソ連や米国などのマスメディアがソ連の宣戦布告を報道していた。日本はその報道によってようやくソ連の参戦を把握し、日本の外務省は各国の在外日本公館へ参戦を告げる電報を送った[* 7]。すでにソ連軍の侵攻開始から4時間が経過していた[69]。
    - 同日は午前11時に日本の長崎市へ原子爆弾が投下されるなど過酷な状況でもあった。

  - 8月10日：日本時間の午前11時15分、ソ連の駐日大使ヤコフ・マリクが日本の外相東郷茂徳を訪問し、公式な宣戦布告の文書を通知した。すでにソ連軍の侵攻開始から35時間が経過していた[69]。
    - なお、日本からソ連への宣戦布告は最後まで行われなかった[69]。このことから、日本側は「日本軍によるソ連軍への戦闘行為は、現場の日本兵たちがソ連軍からの攻撃に直面したことによる防衛行動であった」としている。

  - 8月10日：午後10時、ソ連は赤軍の第2極東戦線第16軍に向けて「8月11日に樺太国境を越境し、北太平洋艦隊と連携して8月25日までに南樺太を占領せよ」との命令を行ったが、ソ連側の各兵科部隊は準備不足から任務に至らなかった。

#### 日本の降伏とソ連の占領
- 1945年8月：停戦とその後の侵攻
  - 8月14日：日本は御前会議において、米・英・中・ソの共同宣言（ポツダム宣言）の受諾を決定し、連合国へ同宣言の受諾を通告した。
  - 8月15日：日本国内では降伏と敗戦を国民へ告げる玉音放送が流され、日本軍は自発的戦闘行動を停止した。ソ連は北千島への作戦準備及び実施を内示、8月25日までに北千島の占守島、幌筵島、温禰古丹島を占領するように命じた。
  - 8月16日：日本領であった南樺太へソ連が侵攻した。この際、米ソ合同作戦「プロジェクト・フラ」によりアメリカ合衆国（米国）で建造された軍艦や米軍に習熟訓練を受けたソ連兵も参加し、この後の侵攻でも使われた。
  - 8月16日：日本の大本営から即時停戦命令が出たため、日本側の関東軍総司令部が停戦と降伏を決定。
  - 8月18日：ソ連軍は千島列島への侵攻と占領を開始し、北端の占守島に上陸した（占守島の戦い）。ソ連軍は約2万5千人の日本軍と交戦したが、日本軍は司令部の命令により交戦を中止した。
    - 8月23日に日ソ両軍は現地で停戦協定を締結し、日本軍は武器をソ連軍に引き渡した[17]。

  - 8月23日：スターリンは「国家防衛委員会決定 No.9898」に基づき、日本軍からの捕虜50万人をソ連内の捕虜収容所へ移送し、強制労働を行わせる命令を下した。これにより日本人捕虜たちは主にシベリアなどへ労働力としてソ連の各地へ移送・隔離され、シベリア抑留問題となった。
  - 8月28日から9月1日までに、ソ連軍は千島列島各地に駐屯する日本兵を武装解除しながら南下を続け、8月31日までに得撫島を占領した。
    - ソ連軍は8月28日に択捉島に上陸し、9月1日には国後島、色丹島に、9月3日には歯舞群島に上陸した。
    - 9月5日までにソ連軍が択捉島・国後島・色丹島を占領した[17]。
    - 9月3日から5日にかけてソ連軍が歯舞群島を占領した。
    - これら四島の占領の際には日本軍は組織的戦闘をすでに終了していたため、占領過程で死傷者は出なかったとされる[11]。

  - 9月2日：日本は、東京湾上のアメリカ戦艦ミズーリの甲板において、連合国と降伏文書を締結した。これにより停戦となった。同文書では、連合国側として連合国最高司令官とソ連を含む各国代表も署名を行い、国際的に停戦が確認された。
    - 既に8月22日に千島諸島の日本軍は戦闘停止していたが、連合国からの指令「一般命令第一号」で千島諸島の日本軍は「ソヴィエト」極東軍最高司令官に降伏すべきこととされた。

  - ソ連は当時、樺太と千島にとどまらず、北海道本島の北半分を占領することを目標としていた[20]。
  - 9月15日：ソ連が千島の領有を宣言する[70]。

## 関係史（ソ連の実効支配から）

### 日本の返還運動の発端
- 1945年（昭和20年）
  - 12月1日：日本の根室町長（現在の根室市長にあたる）であった安藤石典、また近隣の漁民代表、および北方四島から脱出した元島民の代表が、当時の日本を占領・統治していた連合軍最高司令官マッカーサー元帥に対して、北方四島をアメリカ合衆国（米国）が保護するようにと陳情を行った。その内容は「歯舞群島・色丹島・国後島・択捉島は日本固有の領土である。ポツダム宣言を忠実に履行する上からも、アメリカ軍の保証占領下に置いて、島民が安心して生業に付けるようにしてほしい」というものであった[71]。
    - この陳情は当時から「4つの島」の返還を目指したものであり、現在まで続く日本による北方領土返還運動の発端となった[71]。

### ソビエト連邦時代

#### スターリン-GHQ時代
- 1946年（昭和21年）
  - 1月29日：連合国最高司令官司令により、「千島列島、歯舞群島、色丹島」などの地域に対する日本の行政権が一時的に停止された[* 3][21]（SCAPIN-677）。これらはソビエト連邦の行政管轄区域となった。
  - 2月2日：ソビエト連邦最高会議が、南サハリン（南樺太）およびクリル諸島（千島列島）を1945年9月20日にさかのぼり国有化宣言した（南サハリン州の設置に関するソ連邦最高会議幹部会令、ソ連邦最高会議一九四六年二月二日付命令）。同地域はソ連の南サハリン州として新設され、ロシア共和国・ハバロフスク地方へと編入された[17][72]。
    - 当時、樺太島の南部（北緯50度以南）に住んでいた日本国民は1945年8月時点で約40万人であったが、彼らはソ連の占領下で生活することになり、技術者を中心とする彼らの多くがそのまま職場にとどまらざるをえなかった。
    - 南樺太には日本からの米の供給が途絶えたことから、ソ連は旧満州国から大豆、北朝鮮から米を移入し、日本人への配給にあてた。一方、林業などのために北朝鮮からの朝鮮人労働者も南樺太へ送られるようになった。

  - 2月11日：ヤルタ会談における極東密約（ヤルタ協定）が公開された。
  - 北方領土には日本国民は約1万7000人住んでいたが、占領当初は、日本国民の本国帰還は認められなかった。
  - 2月20日：ソ連が樺太南部と千島の全域をハバロフスク地方に編入の旨を宣言・公布[73]。
  - 4月16日：米国が「ソ連の千島領有は平和条約で決定」の旨を表明[73]。
  - 12月：連合国軍最高司令官総司令部（GHQ）とソ連との間で捕虜となっていた日本国民の引き上げ（「在ソ日本人捕虜の引揚に関する米ソ協定」）が合意され、1949年7月までにほぼ全員の日本国民が帰国した[* 8]。
- 1951年
  - 9月8日：日本は連合国諸国とサンフランシスコ平和条約を締結したことにより、多くの国々との戦争状態が正式に終結して国家主権を認められた。
  - 同条約において、日本は朝鮮半島や台湾、南樺太、そして千島列島などの領有を放棄した[11]。当時の平和条約国会で、日本政府はヤルタ協定のいう「千島列島」の範囲に、国後島・択捉島が含まれると説明している [22][23][24]。しかし、この説明は5年後の1956年2月に取り消され、以後の同政府は「国後島と択捉島は千島列島に含まれず、日本が放棄した対象ではない」と主張している[26][28]。
  - ただし、ソビエト連邦はこのサンフランシスコ平和条約に調印しなかった（背景にはアメリカ合衆国との冷戦があった）[31][32]。以後、同連邦を継承したロシア連邦もこの条約に調印していない[32]。

#### フルシチョフ-自民党時代
- 1953年（昭和28年）
  - 10月：アメリカ軍情報部無線局から国後島の飛行場調査を命じられた日本人2人が現地へ潜入。ソ連側の警備兵と銃撃戦となり1人が死亡、1人が逮捕。逮捕された者は軍事裁判で懲役25年の刑を命じられたものの1956年に解放され帰国を果たした。事件は秘匿されたが、1968年にソビエト連邦側から事件の内容が情報公開された[74]。
- 1956年 戦後の両国間交渉
  - 日ソ共同宣言（昭和31年条約第20号）

日ソ交渉に先立って、サンフランシスコ条約起草国である米国や、英国、フランスに対して、同条約中、放棄した千島の範囲について問い合わせをした[いつ?][誰?]。
米国は北方領土は常に日本の領土であったので、日本に主権があることは正当として認められなければならないと国務省の覚書として明文化された公式見解を示し、日本の立場を支持している。
しかし、英・仏からは日本に好意的な回答は得られなかった。フランスからは、サンフランシスコ会議議事録において日本代表が国後、択捉を南千島として言及しているところに注意を喚起するとの回答があった。
平和条約の締結交渉については、北方領土の全面返還を求める日本と、平和条約締結後の二島の「譲渡」で決着させようとするソ連の妥協点が見出せないまま、結局日ソ平和条約は締結されなかった。平和条約の締結後に歯舞群島・色丹島をソ連が日本に引き渡すと記載された条文を盛り込んだ「共同宣言」で決着した[75]。
日ソ共同宣言で日ソ間の外交関係が回復。日本とソ連は1956年12月7日、日ソ共同宣言の批准書を交換し、日ソ共同宣言は同日発効した。
- 1957年
  - ソ連国境警備隊が貝殻島（北方領土のうち最も北海道本島に近い）に上陸した。日本は日米安保条約下にあったが、このとき米軍は一切出動しなかった[* 9]。
- 1960年
  - 岸信介内閣が日米安全保障条約の改定（アメリカ軍が以後も日本に駐留し続けることを約束した）を行ったことに対してソ連が反発した。
  - ソ連政府は、歯舞群島と色丹島の引き渡しは「両国間の友好関係に基づいた、本来ソビエト領である同地域の引き渡し」であるとし、両島を引き渡すためには新たな条件（在日米軍をふくむ外国の軍隊が日本から撤退すること）を付けることを要求した[75]。
  - 日本政府は、共同宣言調印時には既に日米安保があったことを指摘し、国際約束である日ソ共同宣言の内容を一方的に変更することはできないと反論した[75]。
- 1962年（昭和37年）
  - 3月9日：日本の衆議院本会議において、「沖縄・小笠原施政権回復決議」とともに、「北方領土回復決議」が採択された[76][77][78]。
- 1964年
  - 7月10日：中華人民共和国（中国）の共産党主席・毛沢東が、北方領土問題に関して日本を支持する考えを示した[79][80][81]。
    - 毛は中国を訪問した日本社会党の訪中団に対し、ソビエト連邦について「とにかく自分の領内に入れることのできるところは、残らず自分の領内に入れようというのです。」などとしたうえで、「われわれはまだ彼らとの間に、決算が終わって（原文ママ）いないのです。ところで、皆さんの千島列島についてですが、われわれにとって、それは別に問題ではありません。皆さんに返還すべきだと思います。」と述べた[79][80][81]。
- 1966年8月21日：釧路地検が国後島ケラムイ岬沖でホタテガイを密漁していた漁船の船主らを漁業法に違反するとして起訴。船主側は「外国の領海で操業したのだから、日本の漁業法は適用されない」として争うこととなった。一審では「国後島に日本の統治権は及んでいない」として船主側に無罪が言い渡されたが、二審では「漁業法は統治権が及ぶか否かに関わらず、我が国の水産資源と漁民保護の立場から、無許可操業した場合全ての海域に適用される」として船主側が敗訴。船主側は最高裁に上告したが、1970年10月1日に棄却された[82]。

#### ブレジネフ- 自民党時代
- 1970年
  - 11月11日：ソ連の在日ソ連臨時代理大使オコニシニコフが、日本の外務事務次官・森に対して北方領土に関する対日口頭声明を行った[83][84]。
  - 11月17日：森がオコニシニコフに対し、先の声明に対する回答を口頭で行った（対ソ回答）[83][84]。
- 1972年
  - 日本の大平正芳外相が北方領土問題の国際司法裁判所への付託を提案したが、ソ連のアンドレイ・グロムイコ外相が拒否した[85]。
- 1973年
  - 日本の田中角栄首相が訪ソし、ブレジネフ書記長と会談した。日ソ共同声明において、「第二次大戦の時からの未解決の諸問題を解決して平和条約を締結する」ことが合意された。ブレジネフは、北方四島の問題が「未解決の諸問題」の中に含まれることを口頭で確認した[75]。
- 1981年（昭和56年）
  - 2月7日：日本で北方領土の日が制定された。以後、毎年2月7日を「北方領土の日」としている。

#### ゴルバチョフ- 自民党時代
- 1991年

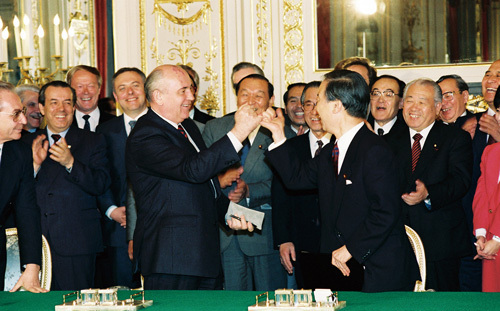
共同声明に署名した海部俊樹とゴルバチョフ（1991年4月18日・赤坂迎賓館）

  - 4月：ソ連のゴルバチョフ大統領が訪日した。日ソ共同声明において、ソ連は北方四島の名前を具体的に書き、「領土画定の問題が存在する」ことを初めて文書で認めた[75]。
  - 12月：ソビエト連邦が解体された。その領土の大部分はロシア連邦として独立し、以後はロシア連邦が本領土問題を引き継いだ。

### ロシア連邦時代

#### エリツィン-細川時代
- 1993年

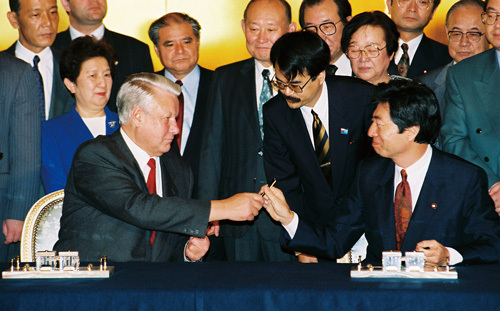
東京宣言に署名した細川護熙とエリツィン（1993年10月13日・赤坂迎賓館）

  - 10月：日本の細川護煕首相とロシアのエリツィン大統領が会談した。東京宣言（第2項）において、北方四島の島名を列挙した上で、「領土問題を、北方四島の帰属に関する問題であると位置付け、」「四島の帰属の問題を解決して平和条約を締結し、両国関係を完全に正常化するとの手順を明確化し、」「領土問題を、歴史的・法的事実に立脚し、両国の間で合意の上作成された諸文書、及び、法と正義の原則を基礎として解決する」との交渉指針を示した[75]。
  - 同時に、日本とソビエト連邦との間の全ての条約その他の国際約束が、日本とロシアとの間で引き続き適用されることを確認した。さらにエリツィン大統領は、「日露間での有効な国際約束には1956年の日ソ共同宣言も含まれる」と発言した[75]。

#### エリツィン -橋本時代
- 1997年

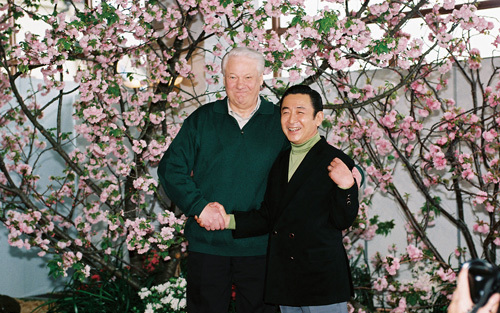
会談時に橋本龍太郎とエリツィン（1998年4月18日・川奈ホテル）

  - 11月：両国はクラスノヤルスクでの首脳会談で「東京宣言に基づき、2000年までに平和条約を締結するよう全力を尽くす。」と合意した[75]。
- 1998年
  - 4月：両国は川奈での首脳会談で「平和条約が、東京宣言第2項に基づき四島の帰属の問題を解決することを内容とし、21世紀に向けての日露の友好協力に関する原則等を盛り込むものとなるべきこと。」と合意した（川奈合意）[75][86]。

#### エリツィン -小渕時代
- 1998年

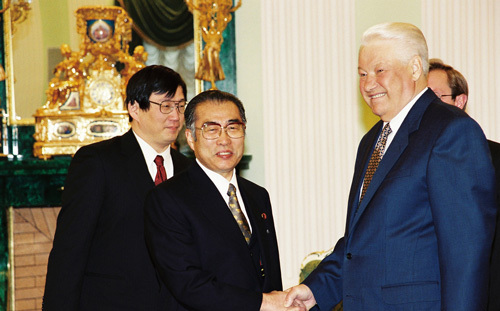
会談時に小渕恵三とエリツィン（1998年11月14日・クレムリン）

  - 11月：日本の小渕恵三首相が訪露し、両国はモスクワ宣言において「東京宣言、クラスノヤルスク合意および川奈合意を再確認し、国境画定委員会および共同経済活動委員会の設置を指示」した[75]。

#### プーチン-森時代
- 2000年

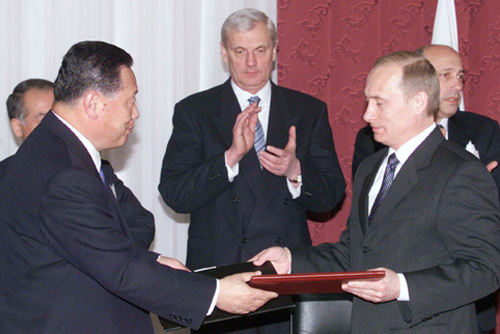
イルクーツク声明に署名した森喜朗とプーチン（2001年3月25日・イルクーツク）

  - 9月：ロシアのプーチン大統領が訪日し、両国は「平和条約問題に関する日本国総理大臣及びロシア連邦大統領の声明」において「クラスノヤルスク合意の実現のための努力を継続すること」と「これまでの全ての諸合意に立脚して、四島の帰属の問題を解決することにより平和条約を策定するため交渉を継続すること」を確認した。またプーチンは「56年宣言は有効であると考える」と発言した[75]。 
    - プーチンは2年前の川奈提案（平和条約によって四島の帰属の問題を解決する）は日本側の「勇気と熟慮の成果」であったと述べながらも、「妥協についての我々の考え方と完全には一致していない」として、帰属問題の解決については拒否した[75]。

- 2001年
  - 3月：両国はイルクーツクで首脳会談を行い、イルクーツク声明において「56年日ソ共同宣言を交渉プロセスの出発点と位置付け、その法的有効性を文書で確認」し、「その上で、東京宣言に基づいて四島の帰属の問題を解決して平和条約を締結するとの日露共通の認識を再確認」した[75]。

#### プーチン -小泉時代
- 2003年
  - 1月：日本の小泉純一郎首相が訪露し、両国は共同声明において、両首脳の間で四島の帰属の問題を解決し、平和条約を可能な限り早期に締結し、もって両国関係を完全に正常化すべきとの「決意」を確認した。また「日露行動計画」において、56年日ソ共同宣言、93年東京宣言、2001年イルクーツク声明の3文書が具体的に列挙され、その他の諸合意と併せ、今後の平和条約交渉の基礎とされた[75]。

#### メドベージェフ -菅直人時代
- 2010年
  - 7月：中華人民共和国の国家主席（総書記）である胡錦濤の働きかけもあり、ロシアは日本が第二次世界大戦の降伏文書に署名した9月2日を「終戦記念日」に制定した[87]。
  - 11月1日：ロシアのメドヴェージェフ大統領が北方領土の国後島を訪問した。同国のラブロフ外相は、「ロシアの大統領がロシアの領土を訪問した」のみであると主張した。一方で「日ロ間の協力を困難にする一歩を踏み出すつもりはない」とも述べた。この前日に同外相は「ロシア大統領は恒常的にロシアの行きたいところに行く」と述べ、日露関係には「いかなる関連もない」と主張していた[88]。
  - 11月1日：アメリカのフィリップ・クローリー国務次官補は記者会見の席上で、ロシアのメドヴェージェフ大統領が国後島を訪問したことに関し「北方領土に関して、アメリカは日本を支持している」と述べた[89]。
  - 11月2日：アメリカのクローリー国務次官補は記者会見の席上で、「アメリカは北方領土に対する日本の主権を認めている」としたうえで、北方領土に日米安全保障条約が適用されるかについて、「現在は日本の施政下にないため、第5条は適用されない」と述べた[90]。
- 2011年
  - 2月11日：ロシアのラブロフ外相は日露外相会談を受けた記者会見で、北方領土の開発に「中国や韓国など（第三国）の投資を歓迎する」と述べる[91]。
  - 5月24日：韓国から、竹島（独島）の領有権確保を目指す「独島領土守護対策特別委員会」の韓国議員3人が国後島を訪問した。この訪問予定を知った日本政府は遺憾の意を示していたが、同議員らは「韓国国会議員の行動にあれこれと言ってくるのは失礼な態度だ」とし、訪問目的を「日本との領有権問題がある地域の支配・管理状況の視察」とした[92][93]。

#### プーチン -安倍時代
- 2013年
  - 4月：日本の安倍晋三首相が訪露し、両国は共同声明において、「戦後67年を経て日露間で平和条約が存在しないことは異常である」との認識を共有し、「双方の立場の隔たりを克服して、2003年の共同声明及び行動計画において解決すべきことが確認されたその問題（四島の帰属の問題）を最終的に解決することにより平和条約を締結する」との合意を表明した。また「平和条約問題の双方に受入れ可能な解決策を作成する交渉を加速化させるとの指示を両国外務省に与える」ことで一致した[75]。
- （2014年　クリミア危機・ロシアによるクリミアの併合）
- 2016年
  - 12月：ロシアのプーチン大統領が訪日し、山口県長門市で首脳会談を行った。両首脳は「北方四島において特別な制度の下で共同経済活動を行うための協議の開始」に合意するとともに、 「元島民らによる墓参り等のための手続きを改善する」ことで一致した[75][94]。
- 2018年
  - 9月：プーチンはウラジオストクでの東方経済フォーラムで、安倍に「年末までに前提条件なしで平和条約を結ぼう」と提案し、領土問題の先送りを示唆した[95]。
  - 11月：両国はシンガポールで首脳会談を行い、「1956年宣言を基礎として平和条約交渉を加速させる」ことで合意した[75]。
    - 安倍は日本が従来主張してきた「4島の返還」を求めることをやめ、「歯舞・色丹の2島の返還」へと要求を引き下げた[95]。
- 2019年
  - 2月7日：日本は「北方領土の日」となる同日に毎年恒例の「北方領土返還要求全国大会」を東京都内で行ったが、登壇した内閣総理大臣の安倍晋三は、通例であった「北方四島の帰属の問題を解決する」などという表現を行わなかった。さらに外務大臣の河野太郎も前年に用いた「北方領土はわが国固有の領土だ」という表現を行わなかった。そして大会で採択されたアピールでも、通例であった「（北方領土がロシアに）不法に占拠され」という表現は行われなかった[96]。
  - 同2月7日：ロシアのマスメディアは上記発言について、国営のロシア通信が「東京で開かれた『北方領土』返還を求める大会で、（日本側が）『不法占拠』という表現を放棄した」「日本の大きな譲歩だ」などと報じた。また同じく国営のロシアテレビの東京特派員は「安倍総理大臣は厳しい表現を控えた。これまでは『不法占拠』や『四島返還』といったことばが必ず使われていたが、今回はなかった」と中継で伝えた[96]。
  - 2月8日：日本の参議院議員の小西洋之[* 10]が、日本政府に対して「安倍内閣は『北方四島は日本固有の領土である』との表現による国会答弁をかたくなに拒否している。北方領土は日本の領土なのか」と質問を行った。政府は「ロシア政府との今後の交渉に支障を来すおそれがあることから、お答えすることは差し控えたい」と答弁した。
    - 他の質問に対しては、政府は「交渉の対象は、北方四島の帰属の問題であるとの一貫した立場だ」と答弁した[97]。

  - 5月11日：北方領土へのビザなし交流に参加していた衆議院議員の丸山穂高（日本維新の会）が、国後島の宿舎『友好の家』での懇談会の最中、元島民で訪問団長の大塚小弥太へ対して「ロシアと戦争で（北方領土を）取り返すのは賛成か反対か」と質問した。大塚は「戦争なんて言葉を使いたくない」と述べたが、なおも丸山は「戦争をしないと取り返せない」などと発言した[98][99]。
    - このとき丸山は飲酒しており、訪問団員らの静止を聞かずに大声で騒いだほか、「これから外出して女を買いに行く」などとも発言していた[100]。
    - 翌12日：丸山は団員らから謝罪を求められ、口頭で詫びた[100]。
    - 13日：ロシア上院の国際問題委員長のコサチョフは「最低だ。そうした発言をするのは問題の解決を望まない人物だけだ」と批判した[101]。
    - 14日：日本維新の会は丸山を除名処分にした。日本の官房長官の菅義偉は「誰が見ても不適切だ」と批判し、外務大臣の河野太郎も「このような発言、行動は決してプラスにならない」と批判した[101]。

  - 6月22日：大阪で開催されるG20とそれに合わせ29日に行われる日露首脳会談に先駆けて、ロシアのプーチン大統領は国営放送のインタビューに「北方領土を日本に引き渡す計画はない」と答えた[102]。
  - 9月5日：ロシア・ウラジオストクで開催された『東方経済フォーラム』で、安倍が日本とロシアとの平和条約の締結を訴える演説を行った。
    - その中で安倍は「ウラジーミル（プーチンのファーストネーム）。君と僕は、同じ未来を見ている。」「ゴールまで、ウラジーミル、二人の力で、駆けて、駆け、駆け抜けようではありませんか。」などと発言し[103]、物議を醸した[104][105]。
    - 一方でプーチンは否定的な見解を示し、「優しい言葉にピストルを添えれば、優しい言葉だけの場合よりもっと多くを得られる」などと発言した[104]。
- 2020年
  - 2月7日：日本の東京で開催された『北方領土返還要求全国大会』で、北方四島について「不法に占拠されている」という表現が用いられなかった。前年に続いて2年連続での不採用となった[106]。
  - 7月4日：ロシア憲法の改正に伴い、同憲法に「ロシア領土の割譲を禁止」する内容が明記された。さらに同国の刑法も改正によって「領土割譲禁止に違反した者には最大10年の刑」「領土割譲を呼びかけた者にも最大4年の刑」が記載された[107]。これにより北方領土交渉は事実上完全無効化した。
    - これに先立ち、7月2日に国後島に『憲法改正記念碑』が建立された。プーチン大統領は、「このテーマ（南クリルが完全なロシア領であるという事）が特に重要なロシアのある地域の住民が、鉄筋コンクリートで記念碑を設置した。記念碑は『改正憲法は鉄筋コンクリートのように堅固であるべきだ』との提案に沿ったものだ」と述べた[108]。
    - 同じく7月2日には、ロシア外務次官のイーゴリ・モルグロフが「日本と島々に関する交渉はしていない」と述べた。

  - 9月3日：ロシアは「第2次大戦終結の日」（事実上の対日戦勝記念日）を記念する対日戦勝75周年式典を、北方四島の国後島、択捉島、また色丹島の3島で実施した[107]。

#### プーチン -菅義偉時代
- 2020年
  - 9月29日：日本の菅義偉首相とロシアのプーチン大統領が電話会談を行い、「1956年宣言を基礎として平和条約交渉を加速させる」ことを改めて合意した[75]。一方、同日にロシアは北方領土を含む地域で軍事演習を行った[107]。
  - 10月：ロシアは千島列島での軍事演習用のミサイルシステムの配備を計画していると述べた[109]。南クリル（北方四島）の防衛力強化のため、最新型の主力戦車T72B3の配備を開始した[107]。
  - 12月1日：ロシア国防省のZvezdaテレビ局は、ロシアが択捉島での戦闘任務のためにS-300VMミサイルシステムのいくつかの重砲S-300V4バージョンを配備したと報告[109]。この射程は400 kmで、北海道東部の上空も射程に収める[107]。択捉島にすでに短距離対空ミサイルシステムが配備されていたことも確認された[109]。
- 2021年
  - 1月20日：アメリカ大統領にジョー・バイデンが就任した。
    - 2021年時点では、「前任のドナルド・トランプとは異なり、バイデンはロシアに敵対的で、かつ日本などの同盟国と米国との結束を重視する。そのため日本とロシアとの交渉は難航化する可能性がある」といった推測[107]、「バイデンは対中国のためロシアに接近する」といったような推測があった[110]。

  - 2月：ロシアのプーチン大統領が「日本との関係は発展させたいが、ロシア憲法に違反することは何もするつもりはない。」と述べた。
    - 日本の著述家の亀山陽司は、「これは『ロシア領土の割譲を禁止』した条項を指している。この条項では例外規定として国境画定交渉を認めているが、この発言は、北方領土交渉は国境画定交渉ではない（つまり例外にはあたらず憲法違反である）ということを示唆している」と推測した[111]。

  - 2月7日：日本の東京で開催された「北方領土返還要求全国大会」で、北方四島について「法的根拠のないままに75年間占拠され続けている」と主張するアピールを採択した。2年間使われていなかった「不法占拠」という文言を事実上復活させた[106]。
  - 8月19日：1人のロシア人男性が、4島の国後島から北海道本島へ海を泳いで渡航し、日本の当局に保護・拘束される事件が起こった[112][113][114]。
    - 男は国後島のゴロブニノ（泊村）近郊に在住するワースフェニックス・ノカルド（38歳）で、2017年にロシア中部のイジェフスクから国後島へ移住していた。ノカルドは「ロシアのプーチンによる強権的な政治へ反発し、外国への亡命を決意した。」などと述べ、日本へ「難民認定」を申請した[112][113][115]。詳細は当該記事を参照。

#### プーチン -岸田時代
- 2022年
  - 2月7日：アメリカ合衆国の駐日大使であるラーム・エマニュエルが、「（アメリカは）北方四島に対する日本の主権を1950年代から認めている」「北方領土問題で日本を支持する」と話す動画を Twitterに投稿した[116][117]。
    - 同時に「ロシアによる他国の主権軽視は北方領土に限ったことではない」「北方領土、クリミア、ウクライナ東部にいたるまで、侵略者が誰なのかは明らかだ」とロシアを批判した[116]。

  - （2月24日　ロシアによるウクライナへの侵攻）
  - 3月9日：プーチン大統領は、北方領土と千島列島に進出する国内外の企業を対象に、所得税などの各種税を原則的に20年間免除する事実上の「経済特区」とする法案に署名し、発効させた[118]。

## 詳細解説
1945年9月2日、日本は降伏文書に調印した。この時、南樺太・千島の日本軍は赤軍極東戦線に降伏することが命令され、南樺太・千島はソ連の占領地区となった。
1952年のサンフランシスコ講和条約発効により、日本は独立を回復したが、同条約にしたがって、南樺太・千島列島の領有権を放棄した。この条約にソ連は調印していないため、ソ連との国交回復は、1956年の日ソ共同宣言により行われた。この時、日ソ間で領土の帰属に関して合意が得られなかった。その後、日ソ・日ロ間には、幾つかの共同声明や共同コミュニケがあるが、平和条約締結や領土問題での合意に至っていない。
1941年4月、日ソ間で日ソ中立条約が締結された。その2か月後、ドイツが突如ソ連に侵攻し、独ソ戦が勃発。日本政府は、御前会議において、情勢ノ推移ニ伴フ帝国国策要綱を策定、独ソ戦が日本に有利に働いたときはソ連に侵攻することを決めた。さらに、日本軍は関東軍特種演習（関特演）を実施、ソ連侵攻の準備を整えた。しかし、日本政府の思惑とは異なって、独ソ戦は膠着し、日本のソ連侵攻の機会は得られなかった。
ソ連はスターリングラード攻防戦・クルスク戦車戦以降、独ソ戦を有利に展開するようになる。こうした中、1943年11月、テヘラン会談が米・英・ソ三国首脳により開かれ、当面の戦争、戦勝権益の連合国間での分割、連合国の覇権に置かれる戦後世界の戦略に関して幅広い協議が行われた。このときの合意は、1945年2月のヤルタ協定に引き継がれた。
当時アメリカは米国人の戦争犠牲をなるべく少なくすることを狙っており、そのためには、ソ連の対日参戦が必要だった。独ソ戦で大きな被害を受けていたソ連国民には、更なる戦争への参加をためらう気持ちも強かったが、戦後世界の勢力バランスを考慮したスターリンは米国の参戦要求を了承した。
当初ポツダム宣言への連名は、日本と交戦状態に無いソ連は除外されていたが、ソ連は参戦後、ポツダム宣言に参加した。その後、アメリカ主導で作成されたサンフランシスコ講和条約においても、既にソ連が占領している南樺太や千島をヤルタ会談での取り決め通り日本に放棄させる内容となっている。
1945年ドイツ敗北の3か月後、ソ連は米・英との合意にしたがって対日宣戦布告。翌日、ソ・満国境を越えて満州に進攻、8月14日に締結されたソ華友好同盟条約に基づいて、満州を日本軍から奪取した。満州の日本軍は、蒋介石の国民党軍ではなく、赤軍に対し降伏すると取り決められていた。翌年3月12日、蒋介石の駐留要請を断って、赤軍は瀋陽から撤退を開始し、5月3日には旅順・大連に一部を残し、完全に撤退した。
一方、南樺太では、8月11日、中立条約を侵犯し、日本に侵攻した赤軍は8月25日までに南樺太全土を占領した。樺太占領軍の一部は、26日に樺太・大泊港を出航し、28日択捉島に上陸、9月1日までに、択捉・国後・色丹島を占領した。歯舞群島は9月3日から5日にかけて占領されている。
1945年9月2日、日本は降伏文書に調印し、連合国の占領下に入った。千島・南樺太はソ連の占領地区とされた。1946年1月29日、GHQ指令第677号により、南樺太・千島列島・歯舞・色丹などの地域に対する日本の行政権が一時的に停止され、同2月2日に併合措置（ソ連邦最高会議一九四六年二月二日付命令）。
サハリン島南部及びクリル諸島の領域を1945年9月20日にさかのぼり国有化宣言。これはヤルタ協定に基づくものの条約によらない一方的行政行為（一方的宣言）であり当該領域についての最終帰属に関する問題が発生する。1946年2月11日に米国とともにヤルタ密約の存在について公表。
千島列島に関する条文案は紆余曲折を経て、1951年9月にサンフランシスコ講和条約が締結され1952年に発効されたことにより、日本は独立を回復したものの、同条約に従って、南樺太・千島列島の領有権を放棄することになった。条約締結に先立つ1946年末から、日本は米国に対して36冊に及ぶ資料を提出、日本の立場を説明している。
この中の2冊は千島に関する事項であることが知られている。このような経緯があって、千島列島の範囲が日本に不利なように定義されなかったが、同時に、日本に有利なように定められることもなかった。
1952年3月20日にアメリカ合衆国上院は、「南樺太及びこれに近接する島々、千島列島、色丹島、歯舞群島及びその他の領土、権利、権益をソビエト連邦の利益のためにサンフランシスコ講和条約を曲解し、これらの権利、権限及び権益をソビエト連邦に引き渡すことをこの条約は含んでいない」とする決議を行った。
この米上院の決議の趣旨は、サンフランシスコ講和条約第25条として明示的に盛り込まれている。米国上院のこの決議はサンフランシスコ条約批准に際する解釈宣言であり有効である。但し外交交渉そのものの権限は大統領府にあり議会にあるわけでは無いので、当条約を批准した以降に大統領府がおこなう別の外交交渉を直接拘束する訳ではない。また他の参加・批准国を直接拘束するものではない（他の批准国はサンフランシスコ講和条約により直接的に拘束されている）。
ソ連はサンフランシスコ講和条約への調印を拒否したため、国交回復は1956年の日ソ共同宣言まで持ち越された。このとき、日ソ間では歯舞群島・色丹島の「譲渡」で合意しようとする機運が生まれたが、日本側が択捉島・国後島を含む四島一括返還を主張したため交渉は頓挫した。結果、現在もロシアとの平和条約締結に向けて交渉が行われているが、領土問題に関する具体的な成果は得られていない。
日本政府は1997年に在ハバロフスク総領事館サハリン出張駐在官事務所を開所し、2001年にはサハリン州ユジノサハリンスクに総領事館を設置した。
総領事館の設置に際してはロシア政府と交換公文や往復書簡を交わしロシアの同意を得ており、総領事の配置にも同意（アグレマン）を得ているが、日本政府としては南樺太の最終的な帰属先は未定であるとの立場であり、仮に将来において何らかの国際的解決手段により南樺太の帰属が決定される場合にはその内容に応じて必要な措置を取るとしている。
鈴木宗男は南樺太についての政府解釈は難しいだろうと指摘したうえで北方領土の帰属は日本であると確認をしている。近藤昭一は総領事館設置を既成事実として南樺太の帰属問題を解釈する危うさを指摘し、日本がロシアに対して依然南樺太の領有権を主張しうるとする説や、日本が領有権を主張し得ないと同様に対日平和条約の当事国でないソ連もこの条約に基づいて南樺太・千島列島の領有権を主張できないとする説に言及する。

### カイロ宣言
和訳原文（抜粋）
現代文
1943年、太平洋戦争中に米・英・中がカイロで首脳会談を行った。この時のカイロ宣言では、日本の侵略を制止し、日本を罰し、1914年の第一次世界大戦以後日本が奪取した太平洋上の領土を奪還することや、満州・台湾を中国に返還することを目的としている。また、米・英・中には領土拡張の考えがないとしている。カイロ宣言は、米・英・中の宣言であり、ソ連と関係した南樺太や千島列島は、同宣言の奪還の直接対象とはなっていない。
一方で、ソ連が後に参加した1945年のポツダム宣言では日本の主権範囲について「カイロ宣言の条項は履行されるべき」の文言があり、カイロ宣言についてソ連に対して間接的に影響を及ぼしている。

### ポツダム宣言
和訳原文（抜粋）
現代文
ポツダム宣言ではカイロ宣言を履行されなければならないとしている。カイロ宣言では南樺太・千島には言及されておらず、ポツダム宣言でも千島列島・南樺太に関する言及は無い。ただし、四国よりも大きい樺太が諸小島に含まれるとも解釈できない。宣言ではソ連への千島・南樺太の譲与にも言及がない。

### ソ連の対日参戦
- 8月8日 ソ連、対日宣戦布告。
- 8月10日 ポツダム宣言の受諾を連合国へ通告。
- 8月11日 ソ連、中立条約を侵犯し[119][出典無効]南樺太に侵攻。
- 8月14日 ポツダム宣言の受諾を決定。在スイス加瀬公使、在スウェーデン岡本公使を通じ、米・英・ソ・中に、ポツダム宣言の無条件受諾を通告する。
- 8月15日 日本国民に向けて玉音放送。
- 8月18日 - 8月31日 ソ連、カムチャツカ半島方面から千島列島に侵入する（占守島の戦い）。以後、得撫島以北の北千島を占領。
- 8月25日 南樺太を占領。
- 8月28日 - 9月1日 択捉・国後・色丹島を占領。
- 9月2日 日本、連合国への降伏文書に調印（一般命令第一号発令。本命令により、南樺太と千島列島の日本軍は赤軍極東戦線最高司令官に降伏することが義務付けられた）。
- 9月3日 - 9月5日 赤軍が歯舞群島を占領。

南樺太と千島列島のソ連軍占領は連合軍「一般命令第一号（陸、海軍）」に従って行われた。トルーマンの「一般命令第一号」原案では、千島列島の日本軍がソ連に降伏すると記載されてなかったため、スターリンはヤルタ協定に基づき、赤軍に対し降伏させるようトルーマンに要求。
トルーマンはスターリンの要求を受け入れた。しかし、同時にスターリンが要求した北海道東北部の占領要求は、ヤルタ協定になかったので拒否した。他方、米国側はソ連に対し、千島列島中部の一島に米軍基地を設置させるよう要求したが、スターリンに拒否された。
翌1946年1月、連合軍最高司令官訓令SCAPIN第677号により、日本政府は、琉球・千島・歯舞群島・色丹島・南樺太などの地域における行政権の行使を、正式に中止させられた。その直後、ソ連は占領地を自国（厳密にはロシア・ソビエト連邦社会主義共和国）の領土に編入している。サンフランシスコ平和条約に調印していないソ連が占領した島々を、ロシアが現在も実効支配している。

### サンフランシスコ講和条約（日本国との平和条約）
日本はこの条約でソ連の調印のないまま千島列島を放棄する。条約では千島列島の範囲は明確になっていないが、アメリカ全権のダレスは歯舞群島は千島に含まないとするのが合衆国の見解とし、連合国内で合意をみない旧日本領土の最終処分については22条に基づいて国際司法裁判所に付託することができるとした。日本全権の吉田は、南樺太および千島列島は日本が侵略によって奪取したとのソ連全権の主張は承諾できない、としたうえでソ連による北方占領地の収容を非難する根拠として日露和親条約や千島樺太交換条約での平和的な国境の画定を指摘し、南樺太と千島列島のソビエトによる収容が一方的であると非難し、かつ歯舞・色丹については「日本の本土たる北海道の一部を構成する」と、国後・択捉については「日本領であることについて、帝政ロシアも何ら異議をはさまなかった」とそれぞれ説明している。
国内では、サンフランシスコ講和条約締結前の1950年3月8日の衆議院外務委員会にて島津久大政務局長が、同条約締結直後の1951年10月19日の衆院特別委員会にて西村熊雄条約局長が、同年11月6日の参院特別委員会に草葉隆圓外務政務次官が、それぞれ「南千島は千島に含まれている」と答弁している（但し、西村・草葉は歯舞・色丹に関しては千島列島ではないと答弁した）。この答弁がされていた当時は条約を成立させて主権を回復することが最優先課題であり、占領下にあって実際上政府に答弁の自由が制限されていた。この説明は国内的に1956年2月に森下國雄外務政務次官によって正式に取り消された。
その後、日本は「北方領土は日本固有の領土であるので、日本が放棄した千島には含まれていない」としており、1956年頃から国後・択捉を指すものとして使われてきた「南千島」という用語が使われなくなり、その代わりに「北方領土」という用語が使われ始めた。日本政府は1964年に国後・択捉に対する「南千島」という旧来の呼称に代え、四島を返還要求地域として一括する「北方領土」という用語を使用することを決定した。
以上の経緯から、日本政府は一度は主権を放棄した国後・択捉について返還を求めることについては「復活折衝」と表現する者もいる。
この条約では日本が放棄した旧領土の帰属先については意図的に除外されており、ソビエト全権のグロムイコはこの英米案からなる講和条約案を非難している。これはすでに朝鮮半島で始まっていた東西陣営による角逐（朝鮮戦争、あるいは封じ込め政策）の緊張のなかで、北方占領地や台湾・沖縄・小笠原などが焦点となったためで、ソビエトは米国による西南諸島・台湾・小笠原諸島の国連信託統治の形での実効支配についても非難している。
また、第二条（c）のほかに、北方領土問題に関する条文として、第二十五条と第二十六条が存在する。
現在、サンフランシスコ講和条約においては以下の条文を適用することによりロシア（旧ソ連）による南樺太・千島列島・色丹島・歯舞群島の領有権は否定されているというのが、この条約を批准した日本など46カ国の立場である。
つまり、ロシア（旧ソ連）はサンフランシスコ講和条約に調印・批准していないのでこの条約上の連合国には該当せず、当該条約はそのような国に対していかなる権利、権原又は利益も与えられてはおらず、すなわち、日本が放棄した千島列島や南樺太をロシアが領有することは認めないということである。
さらに、日本がこの条約に違反した場合の罰則も規定されている。
アメリカは、日本がソ連との間で色丹・歯舞の二島「譲渡」で妥協しようとした際、上記の条文を根拠として、沖縄の返還に難色を示した。

### 日ソ平和条約交渉と日ソ共同宣言
1955年6月、松本俊一を全権代表として、ロンドンで、日ソ平和条約交渉が始まった。当初、ソ連は一島も渡さないと主張していたが、8月9日になって態度を軟化させ、歯舞・色丹を日本領とすることに同意した。松本はソ連側の妥協を受け、これで平和条約交渉は妥結すると安堵したが、日本政府は国後・択捉も含めた北方四島全てが日本領であるとの意向を示したため、交渉は行き詰まった。
1956年7月、重光葵外相を主席全権、松本を全権として、モスクワで日ソ平和条約交渉が再開された。当初、重光は四島返還を主張したが、ソ連の態度が硬いと見るや、8月12日、歯舞・色丹二島返還で交渉を妥結することを決心し、本国へ打診。しかし、当時、保守合同で発足した自由民主党の党内には派閥間の思惑もあり、重光提案を拒否、日ソ平和条約交渉は膠着した。さらに、8月19日に重光外相はロンドンで行ったアメリカのダレス国務長官との会談の席上、ダレスに択捉島、国後島の領有権をソ連に対し主張するよう強く要求される。この中でダレスは「もし日本が国後、択捉をソ連に帰属せしめたなら、沖縄をアメリカの領土とする」と述べたとされる。ダレスの沖縄の米国領有の根拠はサンフランシスコ平和条約第26条の「日本国が、いずれかの国との間で、この条約で定めるところよりも大きな利益をその国に与える平和処理又は戦争請求権処理を行つたときは、これと同一の利益は、この条約の当事国にも及ぼさなければならない」を適用するものとされた。この米国からの介入はダレス恫喝として知られている。なお、この会談の記録は外務省に保管されており、鈴木宗男が2006年2月、松本の書籍の内容が事実であるかどうかを政府に質問したが、政府は今後の交渉に支障を来たす恐れがあるとして、明確な回答を一切避けた。
自民党内部の反鳩山勢力の思惑や米ソ冷戦下の米国の干渉などにより、平和条約交渉は完全に行き詰まった。
1956年、かねて日ソ関係正常化を政策目標に掲げていた鳩山一郎首相は局面を打開すべく自ら訪ソしようと考えた。領土問題を棚上げにして戦争状態の終了と、いわゆるシベリア抑留未帰還者問題を解決する国交回復方式（アデナウアー方式）に倣うものとし、この場合、国交回復後も領土問題に関する交渉を継続する旨の約束をソ連から取り付けることが重要だった。鳩山訪ソに先立ち松本俊一が訪ソし1956年9月29日にグロムイコ第一外務次官との間で「領土問題をも含む平和条約締結交渉」の継続を合意する書簡を取り交わした。
同10月12日に鳩山首相が訪ソ、ブルガーニン首相らと会談。実質的交渉は河野一郎農相とフルシチョフ党第一書記との間で行われた。日本側は歯舞・色丹の「譲渡」と国後・択捉の継続協議を共同宣言に盛り込むよう主張したが、フルシチョフは歯舞・色丹は書いてよいが、その場合は平和条約交渉で領土問題を扱うことはない、歯舞・色丹で領土問題は解決する旨主張した。18日午後の会談で、河野が提示した案文に対しフルシチョフは平和条約締結交渉の継続を意味する「領土問題を含む」との字句を削除したいと述べ、河野はソ連側からの案文をそのまま採用したものだとして反論、河野は総理と相談するとして辞し、同日中にフルシチョフを再訪し、字句削除の受け入れを伝えた。ただし日本側は「松本・グロムイコ書簡」を公表することで説明をつける考えであり、ソ連側の了解を得て公表された。

### 領土問題の交渉過程
1956年の日ソ共同宣言では歯舞・色丹を平和条約締結後に日本に引き渡す取り決めを結ぶ。日ソ共同宣言の締約によりソ連の賛同を得て日本は国際連合に加盟を果たすことになるが、平和条約交渉における領土問題の取り扱いについて日ソ間で直ちに認識の違いが露呈してくることとなる。1960年、日米安全保障条約の改正によりソ連は領土問題の解決交渉を打ち切り、領土問題は日本側の捏造でしかなく、当初から領土問題が存在しないことを表明（日本政府ならびに外務省は、ソ連は領土問題は解決済みと捉えている、としている）。日本もソ連との間では、まず北方領土問題が解決しなければ何もしないとの立場をとった。
1973年10月に田中角栄首相とブレジネフ共産党書記長との会談を経て、「第二次大戦の時からの未解決の諸問題を解決して、平和条約を締結する」との日ソ共同声明が出された。日本政府はこの共同声明を根拠に、首脳会談でブレジネフから「領土問題が未解決である」ことの言質を得たと認識しているが、日ソの共同文書には「領土問題が存在している」旨の明記はなされなかった。
1991年4月にゴルバチョフ大統領が来日し、領土問題の存在を公式に認めた。ソビエト連邦の崩壊後の1992年3月に東京で行われた日露外相会談で、ロシア側が北方領土問題において歯舞・色丹を引き渡す交渉と国後・択捉の地位に関する交渉を同時並行で行った上で平和条約を締結することを含めた秘密提案を行ったものの、四島返還の保証はなかったことで日本側は同意しなかった。1993年10月、日露首脳会談が行われ、両首脳は北方四島の帰属問題について両国間で作成された文書や法と正義の原則に基づき解決することで平和条約を早期に締結するよう交渉を続けることを日露共同文書で明記した東京宣言が発表された。1997年11月のクラスノヤルスク合意では、東京宣言に基づいて2000年までに平和条約を締結するよう全力を尽くすことで日露首脳が合意した。
1998年4月、日露首脳会談で日本側は「択捉島とウルップ島の間に、国境線を引くことを平和条約で合意し、政府間合意までの間はロシアの四島における施政権を合法と認める案」を非公式に提案（川奈提案）。1998年11月、日露首脳会談でロシア側は「国境線確定を先送りして平和友好協力条約を先に結び、別途条約で国境線に関する条約を結ぶ案」が非公式に提案された（モスクワ提案）。2001年3月、日露首脳会談で日ソ共同宣言が平和条約交渉の基本となる法的文書であることを確認し、1993年の東京宣言に基づいて北方四島の帰属問題の解決に向けた交渉を促進することを明記した文書に両首脳が合意した（イルクーツク声明）。
日本側は四島返還が大前提であるが、ロシア側は歯舞・色丹の引き渡し以上の妥協はするつもりがなく、それ以上の交渉は進展していない。
2005年11月21日の未明に、訪日したプーチン大統領と小泉純一郎首相（当時）の間で日露首脳会談が行われた。これによって領土問題の解決を期待する声もあったが、領土問題の交渉と解決への努力の継続を確認する旨を発表したのみに留まり、具体的な進展は何も得られなかった。また、ロシア側も、原油価格の高騰による成長で、ソビエト崩壊直後のような経済支援や投資促進のカードを必要としなくなりつつあり、またラトビア、エストニアなどソ連併合時に国境を変更させられた両国との国境問題とも絡み合い、北方領土問題の解決を複雑にしている。
2009年2月18日サハリンでロシアのメドヴェージェフ大統領と日本の麻生太郎総理大臣が会談し、領土問題を「新たな、独創的で、型にはまらないアプローチ」の下、我々の世代で帰属の問題の最終的な解決につながるよう作業を加速すべく追加的な指示を出すことで一致した。
2020年12月、プーチンは領土割譲呼び掛けなどの行為を処罰する刑法改正案に署名しこの条項は8日付けで発効した。最高刑は10年の懲役。

### 北方領土に関する日露の枠組み
戦後になると、北方領土を実効支配したソ連が、周辺海域で操業する日本の漁船を領海侵犯等の理由で取り締まるようになった。
日本政府は上述のトラブルを避けて、北方四島の海域で日本の漁船が操業できるようにするための協定が日ロ（日ソ）の間で締結されるようになった。
1963年に発効した「日ソ貝殻島昆布採取協定」（日ロ貝殻島昆布採取協定）は民間協定という形で、歯舞群島の貝殻島付近において、日本の漁業者が昆布漁をできるようにする取り決めで、北海道水産会という民間団体とソ連（ロシア）の関係当局とが毎年話し合って収穫できる昆布の量を決め、採取権料をソ連（ロシア）側に支払って漁を行う内容になっている。
日ソが200海里漁業水域を設定したことに伴い、それぞれ相手国200海里水域内で行う漁業についての交渉が行われ、1978年に日ソ漁業暫定協定とソ日漁業暫定協定が同年12月に締結され、発効された。
1985年に発効した日ソ地先沖合漁業協定（日本国政府とソヴィエト社会主義共和国連邦政府との間の両国の地先沖合における漁業の分野の相互の関係に関する協定）は、日ソ漁業暫定協定とソ日漁業暫定協定を一本化し、両国政府が自国の二百海里水域における他方の国の漁船による漁獲を許可することのほか、相手国の漁船のための漁獲割り当て量等の操業条件の決定の方法、許可証の発給、漁船の取り締まり、漁業委員会の設置等について規定されている。有効期間は3年間とし、その後はいずれか一方が終了通告を行わない限り、1年ずつ自動的に延長される。日本側は水域の資源管理という名目で、協力費をソ連（ロシア）側に支払っている。
これらの協定は、1991年12月以降、国家としてソ連を引き継いだロシア連邦との間で引き続き有効である。
1998年には、北方四島の12海里水域（領海）における日本漁船の安全操業の枠組みを定める「日本国政府とロシア連邦政府との間の海洋生物資源についての操業の分野における協力の若干の事項に関する協定」（北方四島周辺水域における日本漁船の操業枠組み協定）が発効された。北方四島周辺の12海里水域（領海）で日本の漁業者が漁をできるようにする取り決めであり、毎年協議が行われ、操業条件が話し合われる。この協定には違法操業に対する取締りの規定はない。有効期間は3年間とし、その後はいずれか一方が終了通告を行わない限り、1年ずつ自動的に延長される。日本側は水域の資源管理という名目で、協力費をロシア側に支払っている。
2015年6月にロシアで排他的経済水域内でのサケ・マスの流し網漁を全面的に禁止する法案を可決し、2016年から施行されたが、北方領土におけるロシアの排他的経済水域内の漁業において流し網漁に依存する日本漁船に大きな影響が出ると見られている。

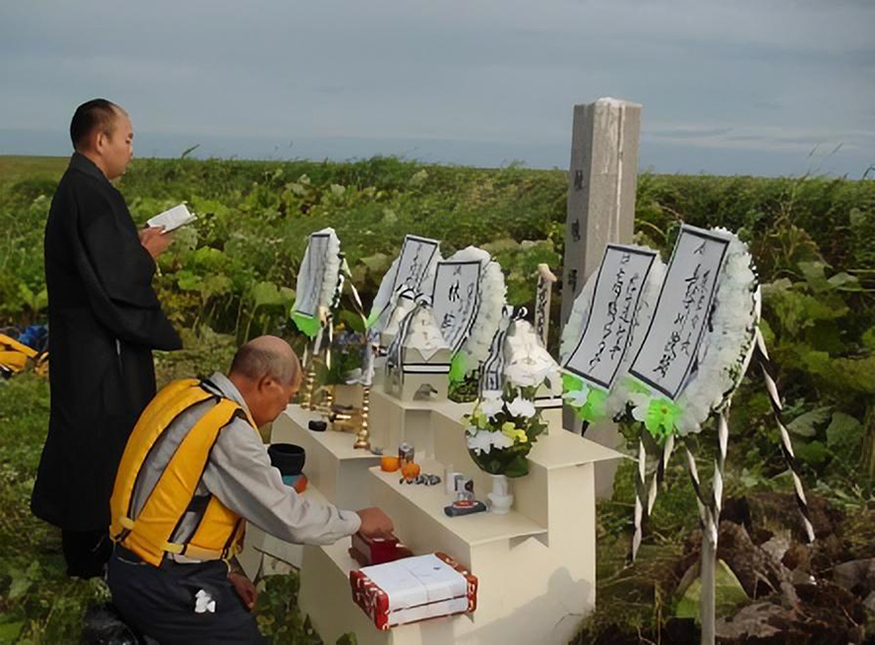
墓参の様子。水晶島・秋味場（あきあじば）の墓地にて2008年8月撮影。

1964年から、元島民及びその親族による北方領土にある先祖の墓所への参拝が人道的観点から断続的に実施されている。当初は簡単な証明書で渡航出来ていたが、ソ連側から旅券の携行を強く要求されたため1976年に一旦中断。10年後の1986年に口上書が交換され、再び簡単な証明書での墓参が実現した。また、日本国民の北方領土関係者およびロシア人北方領土居住者に対するビザなし渡航が1991年の日ソ首脳会談で提案され、1992年4月から実施されている。
1991年12月のソ連崩壊に伴って、ロシアを含む旧ソ連諸国と日本とで1993年に「支援委員会の設置に関する協定」が締結・発効された。支援委員会は旧ソ連諸国の市場経済への移行を促進するメカニズムとして設置され、ロシアが実効支配する北方四島においては市場経済への移行を促進するためとして北方四島の診療所や発電所や緊急避難所兼宿泊施設に支出された。2002年の鈴木宗男事件発覚により、支援委員会の不透明さが問題視されて廃止された。
また、日本政府は北方四島の地区病院への医療器具や薬品の提供、北方四島の医師・看護師等の研修受け入れ、北方四島の患者の北海道の病院受け入れという形で北方四島へ医療支援をしている。

## 北方領土の現状

### 日本の行政区分下の北方領土

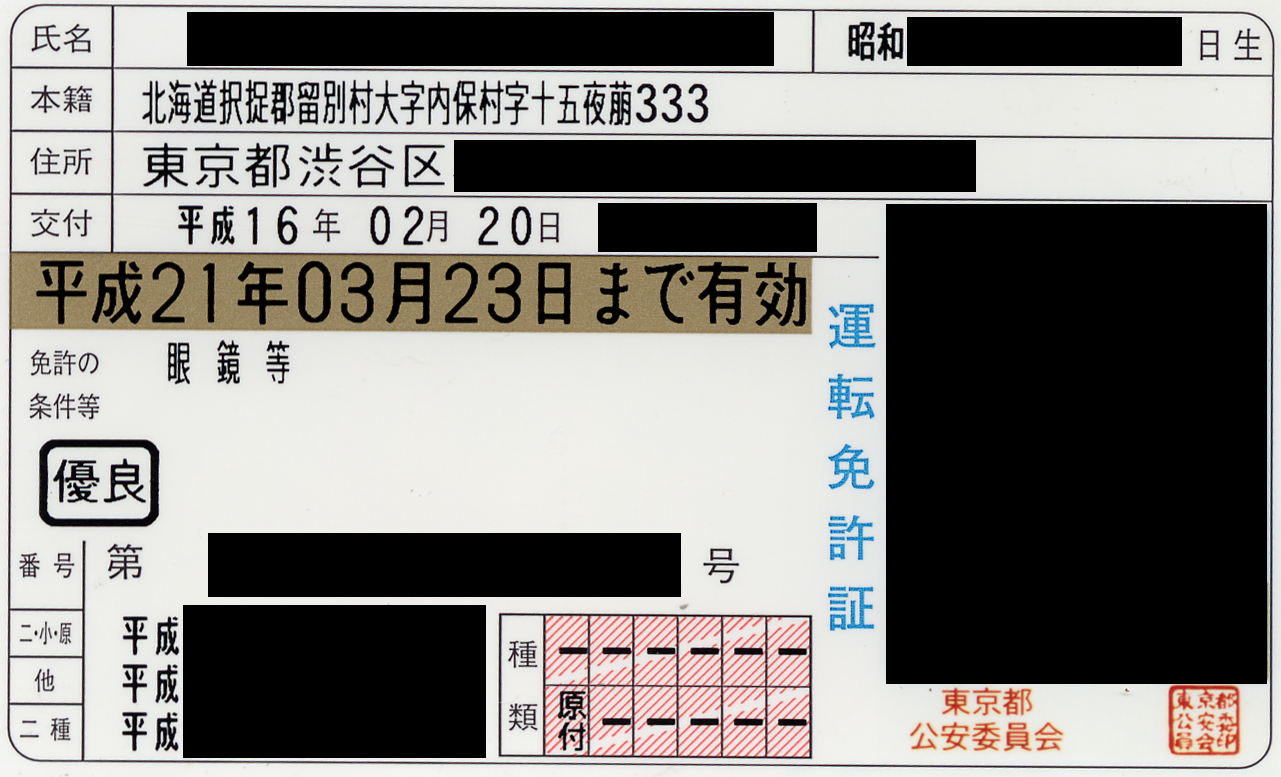
留別村を本籍地とした運転免許証。

北方領土四島には色丹村・泊村・留夜別村・留別村・紗那村・蘂取村・歯舞村の7村が地方自治体として存在していた。1959年に歯舞村が根室市と合併したため、歯舞村であった地域は現在、根室市に属している。
1983年4月1日施行の「北方領土問題等の解決の促進のための特別措置に関する法律」（昭和57年8月）第11条により、日本国民の誰でも本籍を置くことが可能となっている（法律施行以前は不可となっていた）。これは上記6村が元来北海道根室支庁に属する自治体であったため、各村自治体が実効的な存在を喪失して以降も上位の地方自治組織が機能しているためである。現在この手続きは根室市役所が行っている。なお、樺太や北千島に関しては、すでに樺太庁や北千島関連役所が消滅していることに加え、帰属が未確定であることを日本政府および外務省が公認しているため、このような措置は行われていない。
日本側の行政区分の一覧

#### 周辺海域
海上保安庁が開示している「日本の領海等概念図」では、北方領土四島全てが領海に含まれている。
日本小型船舶検査機構が提供する航行区域の水域図では北方領土四島周辺にも、小型漁船であれば船舶検査が不要となる12海里のラインが示されており、東沸湖などの湖には二級小型船舶操縦士を取得すれば航行可能な平水区域の設定も確認できる。

### ロシアの行政区分下の北方領土
現在、ロシアの施政権が行使されている状態にある北方四島は、ロシアの行政区分ではサハリン州に属している。国後、択捉、色丹島の現人口は合計約1万7000人で、これはソ連侵攻時に住んでいた日本人とほぼ同規模という。歯舞群島にはロシア国境警備隊のみが駐屯している。
ロシアは2014年、択捉島にイトゥルップ空港を整備、2017年色丹島に経済特区を設置するなど、実効支配を強めている。
サハリン州は開発が遅れたために、カニやウニなどの魚介類を始め、ラッコやシマフクロウなど、北海道本島を始めとした周辺地域では絶滅あるいはその危険性が高い生物の一種の「聖域」状態となっている。ロシア政府は北方領土を含む千島一帯をクリリスキー自然保護区に指定して、禁猟区・禁漁区を設定するなど、日本の環境保護行政以上の規制措置が取られている。だが、ソ連崩壊後には密猟などが後を絶たず、一部の海産物は日本国内に密輸で流れているという説もある。
現在、一部の環境保護団体の間には北方領土を含む千島一帯の世界遺産登録を求める主張があり、また日本の環境保護行政は水産関係団体や開発業者に対して甘すぎるため、領土返還後には貴重な生態系が破壊される恐れがあるとして返還を危惧する人々もいる。一方、日本国内にも領土問題とは一線を画して、北方領土の対岸で先に世界遺産に登録されている知床とともに、日露両国が共同でひとつの世界遺産地域を作っていくべきである、という声もある。しかし、世界遺産に登録された状態の北方領土が返還された場合、旧島民の持つ土地所有権や漁業権をどうするのかについて不透明であるために、何らかの特別法制定が必要となる可能性がある。
北方四島交流事業を除くと、日本人が北方四島を訪問するにはロシアの査証を取得しなければならない。ロシアの査証取得後、稚内港または新千歳空港、あるいは函館空港からサハリンに渡り、ユジノサハリンスクで北方四島への入境許可証を取得し、空路または海路でアクセスすることになる。
この方法はロシアの行政権に服する行為であり、ロシアの北方四島領有を認めるとして、日本国政府が1989年（平成元年）以来自粛を要請している。しかし、自粛要請に法的強制力は存在しないため、北方四島のロシア企業との取引・技術支援や開発のため、多くの日本人ビジネスマンや技術者がロシアの査証を取得し、北方四島に渡航している。日本国政府としては、この方法での北方四島への渡航者に対して特別な対応や懲罰はしていない。

### ロシアの北方領土の意義
ロシア側が北方領土を固有の領土とし、領土問題を否定する理由については、以下の要因があげられる。
日本政府ならびに外務省は、ロシア連邦国内の一般国民レベルでは、北方領土問題の存在自体があまり知られておらず、これを踏まえてロシア政府ならびに識者が、ロシアの北方四島領有は国民によって支持されていると主張している、と述べている。だが、実際にはロシア国内の学校では、ロシアの北方四島領有は第二次世界大戦の結果承認された正当なものであり、北方四島は戦勝国であるソ連が獲得した正当なロシア固有の領土であると教えている。このため、ロシア国内にて北方領土問題は日本政府の一方的な主張に過ぎず、正当性のないものである、という認識が一般化している。
また、オホーツク海には潜水艦発射弾道ミサイル搭載型潜水艦（SSBN）が配備されており、ロシアの核抑止力維持のため戦略的に重要な位置づけにある。地政学的または軍事的見解によれば、宗谷海峡（ラペルーズ海峡）、根室海峡（クナシルスキー海峡）を含め、ロシアはソ連時代にオホーツク海への出入り口をすべて監視下に置いており、事実上そこからアメリカ軍を締め出すことに成功しているが、国後・択捉両島を返還してしまえば、国後・択捉間の国後水道（エカチェリーナ海峡）の統括権を失い、オホーツク海にアメリカ海軍を自由に出入りさせられるようになる。国後水道は、ロシア海軍が冬季に安全に太平洋に出る上で極めて重要なルートでもあり、これがアメリカ同盟国である日本の影響下に入ることは安全保障上の大きな損失となる。ロシア連邦運輸省のエゴーロフは連邦最高総局のレポートのなかで、南クリル諸島の海域が凍結しない海峡として太平洋への自由航行のために重要であると報告している。
北方領土には、石油に換算しておよそ3億6000万トンと推定される石油や天然ガス、世界の年間産出量の半分近い量の生産が見込まれるレニウムなど手付かずの豊富な地下資源が眠っており、水産資源においても世界三大漁場のうちのひとつに上げられるほど豊富である。ロシアの天然資源・環境省によれば、これら北方領土周辺の資源価値は2兆5000億ドルに上ると推計され、これらの資源を巡る問題もまた北方領土の日本への返還を困難なものとしている。
サンフランシスコ講和条約に対しても、ロシア側の主張は日本側のものとはかなり食い違っている。当時のソ連側から見れば、大戦当時ソ連・アメリカ・イギリス・中華民国は連合国であり、日本・ドイツ・イタリアの枢軸国とは敵対していた。枢軸国のイタリアやドイツが降伏した後、ソ連は連合国の求めに応じて対日参戦した。ヤルタ会談で千島・南樺太の割譲は米英ソの三者で合意されており、ソ連も参加しているポツダム宣言を日本は無条件で受け入れ、1945年9月2日に降伏文書にも調印した。日本が降伏文書に調印する9月2日までは、日本とソ連の間でまだ戦争が続いていたというのがロシアの立場であり、降伏文書調印以前の占領は合法であるという立場である。日露の間は平和条約の締結こそしていないが、ロシアは占領地区を既に自国へ編入している。さらに、サンフランシスコ条約で日本はクリル列島を放棄しており、クリル列島には択捉島・国後島が含まれるのはもちろんのこと、色丹島・歯舞群島のいわゆる小クリル列島もまた含まれるとしている。その上で、第二次大戦の処理方針として大西洋憲章やカイロ宣言ならびにポツダム宣言で領土不拡大の原則が定められているが、第二次世界大戦当時日本が連合国でないことから日本にこれらの原則は適用されないとし、かつ敗戦国であることから日本の北方四島の領有は根拠がないばかりか不法行為で、日本の敗戦と同時に北方四島は放棄された、としている。これらを踏まえて、日露間の領土問題は架空の存在で事実無根であるとしている。
ロシアはかねてから、日露平和条約締結により北方二島「譲渡」に応じる、としているが、日露平和条約締結には、日米安全保障条約の破棄ならびに米軍を始めとする全外国軍隊の日本からの撤退が第一条件となっており、二島「譲渡」は平和条約締結後、順を追って行うとしている。これは暗黙の了解ではなく、ソ連時代に度々公言されていたことである。そして、日米安保問題に抵触していることから、アメリカが日露間に領土問題は存在する、として返還を要求するようになっている。これについては近年、ロシア国内にて「日本に南クリルが譲渡されれば、米軍基地が設置される」と懸念する意見が上がっている。このため、ロシアは米軍に対して返還後の北方四島への米軍基地設置をしないことを要求しており、米軍も基地設置をしないと明らかにしている。
以前の日本側には「ロシアは経済的に困窮している。よってそのうちロシア側が経済的困窮に耐えられず日本側に譲歩し、北方領土を引き渡すであろう」という目論見があり、鈴木宗男失脚以後の日本の外務省の基本戦略は、北方諸島への援助を打ち切って困窮させるという、返還の世論を引き出そうとする「北風政策」であるが、問題は経済的に困窮しているかどうかといったレベルの事項ではない。事実、プーチン大統領就任以降驚異的な経済的発展を遂げたロシアは、2015年を目標年次とする「クリル開発計画」を策定し、国後、択捉、色丹島に大規模なインフラ整備を行う方針を打ち出した。結果、かつて無人島であった色丹島・歯舞群島には近年になって移住者および定住者の存在が確認されており、ロシア側の主張する二島「譲渡」論も困難な状況となっていった。
近年では、ロシア政府は「北方領土」という領土問題自体が存在しない、といういわゆる領土問題非存在論にシフトしつつあり、2010年11月には二島「譲渡」論ならびにその根拠となっている日ソ共同宣言を疑問視する見解が外相から出されている。2018年には、ロシア国内世論において「南クリル（北方領土）はロシアの領土である」という意見が多数を占めるようになった。このため「南クリルの帰属を巡り日本に交渉の必要性が無いことを理解させるべきだ」「既に解決済みなので四島一括返還はおろか二島譲渡にも応じてはならない」と、島の引き渡しを完全否定する意見がロシア国内で支配的になっており、択捉・国後両島のロシア人住民による抗議活動が頻繁に起こっている。ロシア社会において日本に対する認知度は高まってきているが、いずれも文化的・経済的なものに限られており、その認識にしてもあまり深いものではない。また、「文化交流と領土問題解決は別問題」として、日本が領土問題ならびにロシア政府に対して大きな誤解をしている、という認識が広まっている。サハリン州では日本に対する関心が深いが、現状の国境を承認することを前提として交流を深めようとするものである。

### 日本の北方領土の意義
「北方四島は外国の領土になったことがない日本固有の領土であり、ソ連の対日参戦により占領され不法占拠が続けられている状態であり、この問題が存在するため戦後60年以上を経たにもかかわらず日露間で平和条約が締結されていない」とするのが日本政府の見解である。内閣府では「固有の領土である北方四島の返還を一日も早く実現するという、まさに国家の主権にかかわる重大な課題」としている。根室・釧路の漁民はソビエト・ロシアの一方的主張にもとづく海域警備行動により銃撃を受け、死傷者を出している。

### 北方領土問題についてのロシアの姿勢
2000年以降のロシアの北方領土問題への対応について列記する。
- 2006年8月16日 - 第31吉進丸事件。
- 2010年2月9日 - ロシア外務省が「北方領土返還大会」に不快感を表明。
- 2010年7月 - ロシア軍の択捉島における大規模軍事演習。
- 2010年7月 - ロシア議会でロシア対日戦勝記念日法案の成立。
- 2010年11月1日 - ロシアの大統領ドミートリー・メドヴェージェフが、国家元首として初めて国後島訪問。
- 2011年5月 - 副首相 セルゲイ・イワノフが択捉島を訪問。
- 2011年5月 - 3人の韓国国会議員の国後島訪問。
- 2011年9月11日 - 安全保障会議書記ニコライ・パトルシェフが、国後島と歯舞群島の水晶島を訪問。
- 2012年1月26日 - 外相セルゲイ・ラブロフ、インタビューで「『北方領土は第二次大戦の結果、法的根拠に基づきロシア領となった』という現実を認めるよう日本に要求する」と発言し、強硬な態度を示した。2016年5月31日にも同様の発言をした[160]。
- 2016年11月22日 - 日露首脳会談に先立ち新型対艦ミサイルを配備[161][162]。
- 2016年12月15日 - 安倍晋三首相とウラジーミル・プーチン大統領が長門市で会談し、北方領土での共同経済活動に向けた協議開始を合意[163]。
- 2017年2月8日 - ロシアのメドベージェフ首相が2017年2月8日に署名した政府令によれば、歯舞群島の秋勇留島近くと色丹島近くの5つの島には、第2次大戦の日本の降伏文書にソ連代表として署名したデレビヤンコ将軍、旧日本軍との戦いで知られるソ連のグネチコ将軍、ロシアサハリン州元知事ファルフトジノフ、ソ連の外交官グロムイコ、ソ連艦隊の女性船長シェチニナの名前がつけられた[164][165][166]。
- 2017年2月22日 - 年内に5,000人規模の新師団をクリル諸島に配備する計画を発表[167]。
- 2018年9月10日 - 両首脳は北方四島における共同経済活動について、5件のプロジェクト候補の実施に向けた「ロードマップ」を承認した： ア）海産物の共同増養殖：ウニを含め複数の魚種を対象とし、ウニ以外の魚種についても議論を継続; イ）温室野菜栽培：いちごの品種及び実施場所を特定; ウ）島の特性に応じたツアーの開発：パッケージツアーを策定; エ）風力発電の導入：風況調査の場所を確定; オ）ゴミの減容対策：ゴミ減容のパイロット・プロジェクトの実施場所を確定。安倍から、こうした協力を積み重ねていくこととともにさらなる改善を働きかけ、手続の簡素化を続けることでプーチンと一致した。
- 2020年12月8日、領土割譲を呼び掛ける行為を刑事処分の対象とする改正刑法が発効[139]。

#### 択捉島のロシア空港建設
2014年、択捉島の中央部に民間空港としてヤースヌイ空港が開港した。滑走路の全長は約2,300 mで、サハリン・ユジノサハリンスクとの間で定期便が運航されている。一方、空軍は旧日本軍が建設した空港を使用している。
2018年1月30日、メドベージェフ首相は、ロシア空軍がヤースヌイ空港を基地としても使用する軍民共用化を許可する政令に署名した。

#### 国後島、択捉島におけるロシアによるミサイル及び師団の配備
2016年11月22日、ロシア海軍太平洋艦隊機関紙『ヴォエバヤ・ヴァーフタ』は、択捉島に3K96 リドゥートに代わる対艦ミサイルP-800地上発射型「バスチオン」を配備したこと、および従来対艦ミサイル配備のなかった国後島にKh-35地対艦ミサイル型3K60バルの移送がなされたことを明らかにした。
2017年2月22日には、セルゲイ・ショイグ国防相により、クリル諸島に同年内に5,000人規模の師団が新たに配備される計画になっていることが明らかにされ、日本政府側から懸念が出された。
2020年にも択捉島と国後島に地対空ミサイルS300V4が配備されたが、2022年ロシアのウクライナ侵攻後の2023年8月、衛星画像の分析から地対空ミサイルS300V4は島外に搬出されており、本土に再配備された模様と報じられた。

#### 択捉島、国後島、色丹島における中国企業による高速ネット網の整備
2019年2月26日、ロシアの国営通信会社ロステレコムはサハリンと択捉島、国後島、色丹島を結ぶ高速インターネット網が開通したと発表。海底の光ファイバーケーブルは中国のファーウェイが敷設しており、2018年6月に着工した際は日本政府はこれに抗議して、菅義偉官房長官は「ロシアと中国に外交ルートを通じて抗議した。中国に抗議したのは、工事に中国企業が参加しているからだ」と述べた。

## 北方領土問題についての他の諸国の姿勢
アメリカ合衆国は当初からソ連ならびにロシアの北方領土領有を認めておらず、1956年から日本の立場支持を表明している。戦後1953年には共和党のアイゼンハワー大統領が年頭教書演説で、「あらゆる秘密協定を破棄する」と宣言し、1956年には「ヤルタ協定はルーズベルト個人の文書であり、米政府の公式文書でなく無効」との国務省声明を発表し、具体的にソ連の北方領土占有に法的根拠がないとの立場を表明した。2022年2月7日にはアメリカ政府が在日米国大使館を通して、「北方領土問題で日本を支持」すると同時に「北方四島に対する日本の主権を1950年代から認めている」と見解を示し、日本政府の領土主張を全面的に支持することを公式に発表した。
EUは、2005年7月7日に北方領土の日本への返還をロシアに促す決議を採択した。
中華人民共和国は冷戦中、ロマノフ朝時代に併合された外満洲、及び中ソ対立の影響から日本の北方領土領有の主張を支持していたが、冷戦終結前後の中露間の和解及び関係改善を受け、近年では立場を変えている。2021年、中国外交部の趙立堅報道官は、北方領土問題に関し「世界反ファシスト戦争（第二次世界大戦）の勝利の結果は正当に尊重され、遵守されなければならないと常に確信している」と述べ、ロシアと日本が関連する問題を適切に解決するよう求めた。現在、中華人民共和国政府は日本の領土要求を認めている。中国自然資源部が管理する「天地图」では、日本とロシアの国境の一部を得撫島と択捉島の間にあるフリース海峡に描いており、北方四島を日本の領土として認識している。中国本土で出版された地図でも、南千島群島は日本の領土として描かれ、該当する島の名称の後ろに「ロシア占領」の注記が付されている。
イギリスは立場を明らかにしてこなかったが、2016年に報道された電報を通じ、 1946年2月当時からのロシアがソ連時代から北方領土領有を主張する最有力根拠としてきた「ヤルタ密約」（ヤルタ協定のうち極東密約）が大西洋憲章に反する上に米議会の批准もないために有効性が無いとの認識を示していたことが示されている。
ウクライナは、ロシア侵攻後の2022年10月、大統領と議会が日本の北方領土に対する立場を支持することを表明した。ウォロディミル・ゼレンスキー大統領は「ロシアの占領下にある北方領土について、日本の主権と領土の完全性を尊重することを確認し、関連する法令に署名した」「ロシアは、これらの領土に対して何の権利もなく、世界中の誰もがそのことをよく理解している」と表明した。ウクライナ議会は「国際社会は、北方領土が日本に帰属するという法的地位を定めるため、すべての可能な手段を講じるべきだ」と、国連や欧州議会などの国際機関にも「北方領土が日本の領土であると定めるための一貫した支援と行動」を求めた。
しかしながら、ロシアの北方領土領有には、国際法に基づいた法的根拠が全く存在しておらず、同様に日本の北方領土領有にも、国際法に基づいた法的根拠が存在しない。日本はサンフランシスコ平和条約に於いて千島列島すなわちクリル列島を放棄したが、その千島列島の範囲が条約に明記されておらず、南端がウルップ島までなのか、北方四島も含まれるのかが明らかにされていない。また、北方領土は公式には千島列島ならびに南サハリンとともに帰属未定地となっているため、厳密には主権不明、すなわちどの国の領土にも属していないことになっている。このため、多くの国が北方領土は日本領でもロシア領でもなく、帰属は不明との立場をとっている。これにより、日本・ロシア両国の北方領土領有には、国際法の整備が必要となっており、領土問題の解決をより困難な物にしている。

## 解決案
当事国が領土の帰属問題について合意することが困難な際、国連機関である国際司法裁判所を利用することができる。しかし、国際司法裁判所の制度によれば、付託するためには紛争当事国両国の同意が必要であり、仮に日本が提訴した場合、ロシアが国際司法裁判所への付託に同意しない限り審議は開始されない。ただし、領土問題は存在しないとするロシアの立場上、ロシアが国際司法裁判所への付託に同意することはない。過去の北方領土問題関連の国際司法裁判所をめぐる外相間交渉については上記「北方領土関係史」の1972年の箇所を参照のこと。個別交渉の場合、ソビエト・ロシアはサンフランシスコ講和条約に参加していないため、北方領土問題解決にはロシアの同意が不可欠となっている。これに対して下記各項目のような提案や交渉が行われてきた。

### 日本の全面放棄論
四島に対する日本の領土返還主張を日本政府が全面放棄し、ロシアの支配および領有を現実としてだけでなく、法的にも正当なものとして承認し、その上で四島に対して日本が経済開発などで進出していく解決法である。これは領土問題は存在しないとするロシアの立場とも一致する上、交渉が進展しないがために日本側からも全面放棄論が出てきている。
半面、この解決法は1956年の日ソ共同宣言の「平和条約締結後に歯舞群島及び色丹島を日本国に引き渡す」「日ソ間に正常な外交関係が回復された後、平和条約の締結に関する交渉を継続する」とする条文を完全に否定している。これについては、かつて日本は「日ソ共同宣言の存在自体を否定している」として、反対の立場をとっていたが、最近はそのような態度は見せなくなりつつある。ロシアは「日ソ共同宣言はあくまでもソ連によって出されたものであり、ソ連が存在しない現在では全くの無効である」として、日本の領土返還主張の全面放棄こそが最善策であるとの見解を示している。

### 四島返還論
日本の政府が公式に主張する解決策である。「サンフランシスコ平和条約にいう千島列島のなかにも（国後択捉）両島は含まれないというのが政府の見解」である。日露和親条約から樺太・千島交換条約を経過して、ソビエトによる軍事占領に至るまでは北方四島は一度も外国の領土となったことはなく、日露間の平和的な外交交渉により締約された国境線である。
カイロ宣言の趣旨においてこの四島を「占領」状態ではなく「併合」宣言したことは信義に対する著しい不誠実であり、ポツダム宣言に明示されている放棄すべき領域がカイロ宣言を指定している以上、「千九百十四年ノ第一次世界戦争ノ開始」以前からの領土である千島列島、あるいは少なくともソビエトの署名がないサンフランシスコ講和条約に立脚したとしても「一度も外国の領土になったことのない」日本固有の領土である北方四島をソビエトが併合宣言したことは承認できない、とする。
連合国は、第二次大戦の処理方針として大西洋憲章やカイロ宣言で領土不拡大の原則を宣言しており、ポツダム宣言にもこの原則は引き継がれている。この原則に照らすならば、ロシアの北方四島領有は領土不拡大の原則に反した不法行為であり、北方四島は戦勝国であるソ連が獲得した正当なロシア固有の領土であるという主張は成り立たない。したがって、ロシアには日本固有の領土である北方領土の放棄を求める権限はなく、またそのような法的効果を持つ国際的取決めも存在しない。
日本は「北方四島に対する我が国の主権が確認されることを条件として、実際の返還の時期、態様については、柔軟に対応する」「北方領土に現在居住しているロシア人住民については、その人権、利益及び希望は、北方領土返還後も十分に尊重していく」とする四島返還論を主張している。

### 二島譲渡論
日ソ共同宣言に基づき、宣言通りに平和条約を締結後に歯舞群島・色丹島を「引き渡す」ことによって、領土問題を終結するとするのが「唯一の法的根拠がある」解決策であるとする。ロシア側は「この解決策は「返還」にはあたらず、「善意に基づく譲渡」に該当する」との立場を取っている。
ロシア側の根拠は、「日本は既にサンフランシスコ講和条約によって、北方四島を含む千島列島の領有権を放棄しているため、旧ソビエトの領有宣言により、北方領土の領土権はすでにロシアにある」というものである。サンフランシスコ講和条約の第2条(c) で日本は千島列島を放棄している。ロシア側はこの千島列島の定義には北方四島が含まれるとする。その根拠として日本が署名した樺太・千島交換条約のフランス語の原文が示される。この認識の上で「両国の平和条約締結および、ロシアの千島列島に対する領土権を国際法上で明確に確立するという国益のためならば、平和条約を締結後に歯舞・色丹の二島を日本側に『引き渡し』てもよい」とするのがロシア側の立場である。また「この立場は日ソ共同宣言で日露の両国が確認しているので、これから遊離することはあり得ないだけでなく、四島『返還』を求める日本は不誠実である」とロシア側は主張している。
実際に当時の全権委員の松本俊一の回想録『モスクワにかける虹』や原貴美恵による研究においても、日ソ共同宣言がこの解決策を意識したものであったと述べられている。しかし、領土に関する国会の情勢は、GHQによる占領下の国会論議においてすでに、沖縄や小笠原などを含め、のちの民社党議員を中心とした日本社会党や日本共産党などの野党議員がこの問題を軸に、現実的外交を標榜し右顧左眄する吉田内閣から以降の政権党（自由党）を糾弾する構図であり、左派・右派議員あるいは朝野（与野党）を問わない活動家による四島返還を主張する機運が高まり、四島返還要求が日本の国策になった。
また、アメリカ側は国務長官ダレスがロンドンにおける重光外相との会談のなかで国後択捉に関して忠告を与え、仮に残り二島の返還を放棄するなら米国としても沖縄を米国領として併合することになるとの主旨のメッセージを日本側に伝え、二島譲渡を念頭にした鳩山外交は内外からの圧力により挫折することになり、日ソ共同宣言と引き換えに承認された国際連合への加盟を花道に鳩山内閣は総辞職となった。
なお、旧ソビエトはサンフランシスコ講和条約に署名しておらず、同条約からの利益をえることは25条により拒否されている（先述）。結果として、日本はロシアとは未だに平和条約を締結していない。さらに、サンフランシスコ講和条約ならびに日ソ共同宣言では日本が放棄した千島列島および南樺太がどの国に帰属するのかは明記されておらず、不明のままである。これに対してロシアはサハリン州を設置し、千島列島および南樺太の領有を主張しているが、国際法上は法的根拠がないとされている。
ロシア側は「日本の領有権そのものがすでに消滅しており、両国の平和条約の締結における条件は日ソ共同宣言で確認済みであり、この合意を破棄した日本に問題の根源がある」と見なしており、現在では前述の日本の領土返還主張全面放棄がよりよい解決策であるとの見解を示すようになっている。これに対して、日本側は「北方領土の全ての『領有権』を主張する立場」を取っており、両国の交渉は平行線をたどる状況にある。

### 四島内を対象にした議論・言及
ロシア側は日本がすでに北方領土の領有権を放棄していると見なしており、平和条約締結後にその見返りとしてロシア領である二島を「引き渡す」という案以外を認めていない。よってこれらの妥協案は、基本的に日本が国際法上未だに領有権を保持しているという前提に立った上で日本国内で議論されている論である。以下はその主なものである。
- 二島先行（段階的）返還：日ソ共同宣言に基づき、歯舞群島・色丹島を「譲渡」することによって平和条約を締結するが、さらに日本側はその後に残りの二島の返還の交渉を続けるとするもの。ロシア側は、日本の領土権はサンフランシスコ条約によって破棄されているとみなしており、二島は返還でなく平和条約の締結の見返りとしての「譲渡」とみなしている点が問題である。
- 三島返還論：国後島を日本領、択捉島をロシア領とすることで双方が妥協
- 共同統治論：択捉・国後の両島を日露で共同統治
- 面積2等分論：歯舞、色丹、国後の3島に加え、択捉の25%を日本に返還させ、択捉の75%をロシア側に譲渡

平和条約を締結した後に歯舞・色丹の両島を日本に「譲渡」することはロシアと日本の両国が認めている。ただし、ロシア側は既に領土問題は国際法上では解決済みとの立場をとる。日本側は平和条約締結後も残りの領土返還を要求すると主張しているので、これに対して、ロシア側にどれだけの譲歩を引き出すか、あるいは引き出すこと自体が可能なのかが、ほかの案での問題となる。つまり、残りの択捉・国後の両島への対応が争点となる一方で、両国の国際法上の認識そのものが争点となっている。
二島返還論
日本側においては主に「二島先行返還論」または「2+2方式」と称される案を指す。これは、日ソ共同宣言で日本への引き渡しが確認されている歯舞・色丹の二島をひとまず日本側に返還させ、残った択捉・国後の両島については両国の継続協議とする案である。
「二島先行返還論」の支持者としては政治家の鈴木宗男や外交官の東郷和彦がいる。
一方、ロシア側における二島「譲渡」論とはこれとは異なり、主に歯舞・色丹の「譲渡」のみでこの問題を幕引きさせようとする案のことであり、現在のロシア政府の公式見解である。

三島返還論
別名を「フィフティ・フィフティ」と言い、中国とロシアが係争地の解決に用いた方式である。この方式では、領土紛争における過去の経緯は全く無視し、問題となっている領域を当事国で半分ずつ分割する。これを北方領土に形式的に当てはめると、国後島が日本領、択捉島上に国境線が引かれる、三島返還論に近い状態になる。岩下明裕（政治学者）はこの案を称揚しているが、もともとこの方式は、戦争により獲得した領土ではなく、単に国境をはさんだ2国のフロンティアがぶつかって明確な国境線が決め難かったケースに用いられたもので、北方領土問題には適用し難く、四島返還論に比べ実現する可能性が高いかどうかは不明瞭である。
三島返還論に言及した政治家には鳩山由紀夫、河野太郎、森喜朗らがいる。鳩山の「三島返還論」は、2007年2月にロシアのミハイル・フラトコフ首相（当時）が訪日した際、音羽御殿での雑談の中で飛び出したものである。しかし、鳩山は2009年2月の日露首脳会談で、麻生太郎首相が「面積二等分論」に言及したことに「国是である4島返還論からの逸脱」と激しく批判しており、主張を変えている。
共同統治論
「コンドミニウム」とも呼ばれ、近現代史上にいくつかの例がある。成功例として代表的なものにはアンドラがあり、失敗例には樺太やニューヘブリディーズ諸島（現バヌアツ）がある。具体案としては、かつてのアンドラのように、日露両国に択捉・国後の両島への潜在主権を認めながらも、住民に広い自治権を与えることで自治地域とすることが考えられる。もし日露両政府が島の施政権を直に行使すれば、日露の公権力の混在から樺太雑居地（1867年 - 1875年）のような混乱を招く可能性が指摘されている。このため、住民に自治権を認め、両政府が施政権を任せることで、そうした混乱を防ぐことが必要になる。また、両島を国際連合の信託統治地域とし、日露両国が施政権者となる方法も可能である。この場合は施政権の分担が問題となる。
共同統治論の日本側にとってのメリットとしては、難解な択捉・国後の領有問題を棚上げすることで、日本の漁民が両島の周辺で漁業を営めるようになることや、ロシア政府にも行政コストの負担を求められることなどが挙げられる。ロシア側にとってのメリットは、日本から官民を問わず投資や援助が期待でき、また、この地域における貿易の拡大も望めることである。共同統治論には、エリツィンや鳩山由紀夫、プリマコフ、ロシュコフ駐日ロシア大使（当時）、富田武（政治学者）らが言及している。法律的見地からも、日本国憲法前文2項、ロシア連邦憲法9条2項に合致する。
面積2等分論
「歯舞群島、色丹島、国後島のすべてを足しても、鳥取県と同等の面積を持つ択捉島の半分に満たないこと」から浮上した案。国後など3島に択捉の西部の旧留別村を加えれば半分の面積になる。仮に実現すれば、日本とロシアの国境線が択捉島上に引かれることとなるため、日本においては1945年以来となる「陸上の国境」が復活することになる。
麻生太郎外務大臣が2006年12月13日の衆議院外務委員会での前原誠司・民主党前代表の質問で明らかにしている。麻生はその前年の2005年に解決を見た中露国境紛争を念頭に解決策として述べているが、中露間の国境問題はウスリー川をはさんだ中州の帰属をめぐる論争であること、同問題は中国側の人口増加に危機感を持ったロシア側が大きく譲歩した側面を持つこと、北方領土問題が旧ソ連側の日ソ中立条約の一方的蹂躙である経緯を度外視した発言であり、前原とのやり取りでは中露国境問題で最終争点となっていた大ウスリー島と、既に解決が成されているダマンスキー島を取り違え答弁している。
麻生は安倍内閣発足直後の報道各社のインタビューに「2島でも、4島でもない道を日露トップが決断すべき」と発言しており、この発言は世論の反応を見定めるアドバルーン発言の可能性が強い。現実にその直後、外務省との関係が深い福田康夫元官房長官が麻生案を激しく批判しており、この案が外務省主導ではなく、官邸も一部容認であることを窺わせる。福田は2006年7月に自民党総裁選から撤退して以降、公の場ではほとんど発言していない。2007年8月に外務大臣に再登板した町村信孝は麻生案を「論外だ！」と激しく批判。同領土問題の原則を、従来通り「4島返還」での問題の解決に当たることを強調した。麻生は2009年2月に樺太で行われた日露首脳会談でもこの案を遠まわしに示している。さらに同年4月17日、谷内正太郎・元外務事務次官が麻生を後押しするかのように毎日新聞の取材で同案に言及。だが、世論の反発が強まると谷内は一転して発言を否定。翌5月21日の参議院・予算委員会の参考人質疑においても自身の発言について否定している。一方、二島先行返還が持論の佐藤優は、谷内の面積二等分案には返還後の同領土について日米安保の不適用条項が盛り込まれている点に着目、同案に一定の理解を示している。

### 千島列島全島返還論
「北千島を含めた千島列島全体が日本固有の領土であり、日本に返還されるべき」と主張する勢力も存在する。日本共産党は「千島・樺太交換条約は平和裏に締約されており、この樺太・千島交換条約を根拠に、得撫島以北を含めた全千島の返還を要求できる」という、千島列島全島返還の立場をとっている。
なお、日本共産党の北方領土を含む千島列島問題に関する姿勢は一貫しておらず、全千島列島をソ連領としたり、歯舞・色丹の二島の返還を主張していた時期もあった。
民間では、千島および歯舞諸島返還懇請同盟（現在の北方領土返還要求運動都道府県民会議）が千島全島および歯舞群島の返還を求めていたが、後に国後、択捉、色丹及び歯舞群島のみの返還に主張が変化した。

### ロシア側からの返還論
ロシアからも、四島返還論及び二島譲渡論が提案されたことがある。これは主権無き領土返還と呼ばれるもので、北方四島または歯舞・色丹二島に対する日本の施政権を認めるが、主権は引き続きロシアが有するものとする。これについて日本は、無意味にして実行不可能な提案は受け入れられないとして拒絶しており、ロシアも直ちに提案を撤回している。

### ロシア人による返還に関しての提言
ロシア側にも北方領土を返還するべきだと主張する者がいる。しかし、2020年12月8日に領土割譲を呼び掛ける行為を刑事処分の対象とする改正刑法が施行されたため（最高刑は懲役10年）、これ以降はロシア人による返還論は出なくなっている。
ボリス・スラヴィンスキーは「共同宣言は、1993年に調印できると思われる平和条約の締結を条件として、日本に色丹島と歯舞諸島を返還するというソ連の態度を確認している。そのあとで道理にかなった順序で国後島と択捉島を日本に返還すべきである。」と述べた。
グローバリゼーション問題研究所のミハイル・デリャーギンは、ロシア側が北方領土を返還した場合について言及したことがある。
ノーベル文学賞作家であるアレクサンドル・ソルジェニーツィンは著書『廃墟のなかのロシア』の中で、「ロシア人のものである何十という広大な州を（ソビエト連邦の崩壊時に）ウクライナやカザフスタンに惜しげもなく譲渡」する一方で、「エセ愛国主義」から日本に領土を返還することを拒んでいるロシア連邦政府を批判し、これらの島がロシアに帰属していたことは一度もなかったと指摘、さらに日露戦争やシベリア出兵という日本側からの「侮辱」への報復といった予想されるロシア人からの反論に対しては、ソ連が5年期限の日ソ中立条約を一方的に破棄したことが「いっさい（日本に対する）侮辱には当たらないとでもいうのだろうか」と述べ、「国土の狭い日本が領土の返還要求を行っているのは日本にとり国家の威信をかけた大問題だからである」として日本側の主張を擁護。「21世紀においてロシアが西にも南にも友人を見つけられないとすれば、日露の善隣関係・友好関係は充分に実現可能である」とし、日本への北方領土返還を主張した。
2010年11月15日、ロシアのベドモスチ氏は、台頭する中国に日本と協力して対抗するための第一歩として、歯舞群島・色丹島の引き渡しあるいは共同統治が必要であるとした。なお、ソビエト連邦の崩壊後の日露両国は、日ソ共同宣言に明記されている「平和条約締結後の歯舞群島・色丹島の日本への引き渡し」を再確認しており、国後・択捉両島の取り扱いが領土問題における焦点となっている。
映画監督アレクサンドル・ソクーロフは、2011年12月にサンクトペテルブルクの日本総領事館で旭日小綬章を受けた際、「北方領土は日本に返還すべきだ」「ロシアは日本から学ぶべきことがたくさんある」「日本人に、かつて彼らのものだったすばらしい土地を返す必要がある」と述べた。

### 当事者以外による提言

#### ヨーロッパ議会
2005年、ヨーロッパ議会は「北方領土は日本に返還されるべき」との提言を出した。2005年7月7日付けの「EUと中国、台湾関係と極東における安全保障」と題された決議文の中で、ヨーロッパ議会は「極東の関係諸国が未解決の領土問題を解決する2国間協定の締結を目指すことを求める」とし、さらに日本・韓国間の竹島問題や日本・中国ならびに台湾（中華民国）間の尖閣諸島問題と併記して「第二次世界大戦終結時にソ連により占領され、現在ロシアに占領されている、北方領土の日本への返還」を求めている。

#### ウクライナ
旧ソ連構成国で多くの北方領土居住者の故地であるウクライナの最高議会は2022年10月7日に北方領土を「ロシアによって占領された日本の領土」と認め、「北方領土に関する日本の立場を支持する」旨を宣言した決議第8108号を採択。同日、ウォロディミル・ゼレンスキー大統領は「北方領土を日本の領土」であることを確認する大統領令に署名した。

## その他
ソ連で第4代最高指導者を務めたニキータ・フルシチョフは、晩年に記した回想記の中で、平和条約締結後とはいえ歯舞・色丹の引渡しに合意したのは、漁民と軍人しか利用していない島で防衛的、経済的に価値がなく、これらを引き換えに日本から得られる友好関係は極めて大きいと考えており、「ソ連がサンフランシスコ講和条約に調印しなかったことは大きな失策だった」、「たとえ北方領土問題で譲歩してでも日本との関係改善に努めるべきであった」と後悔の念を述べ、「日本との平和条約締結に失敗したのは、スターリンのプライドとモロトフの頑迷さにあった」と指摘した。この文章はフルシチョフ本人の政治的配慮によって回想記からは削除されていたが、ゴルバチョフ政権下のグラスノスチによって、1989年になってはじめてその内容が公開された。